# Homo faber (Roman)

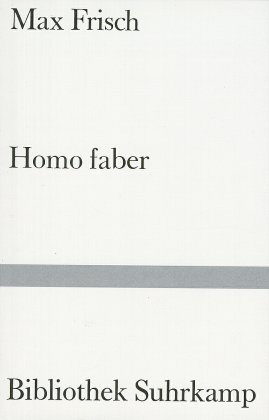
Homo faber in einer Ausgabe der Bibliothek Suhrkamp (1962)

Homo faber. Ein Bericht ist ein Roman des Schweizer Schriftstellers Max Frisch. Nach seiner Veröffentlichung im Oktober 1957 entwickelte er sich zum Bestseller und ist eines der bekanntesten Prosawerke Max Frischs. Der Roman wurde vielfach übersetzt und wird häufig sowohl in literaturwissenschaftlichen Untersuchungen als auch im Schulunterricht behandelt. Eine Verfilmung Volker Schlöndorffs kam 1991 als Homo Faber in die Kinos.
Der Titel des Romans setzt die Hauptfigur namens Walter Faber in Bezug zum anthropologischen Begriff des Homo faber, des schaffenden Menschen. Walter Faber ist ein Ingenieur mit streng rationaler, technisch orientierter Weltanschauung, in dessen geordnetes Leben der Zufall und die verdrängte Vergangenheit einbrechen. Durch eine Verkettung unwahrscheinlicher Ereignisse trifft er nacheinander auf seinen verstorbenen Jugendfreund, seine unvergessene Jugendliebe und seine Tochter, von deren Existenz er nichts ahnt. Unwissentlich geht Faber mit der jungen Frau eine inzestuöse Liebesbeziehung ein, die ein tragisches Ende nimmt. Erst zum Schluss erkennt er seine Verfehlungen und Versäumnisse; todkrank will er sein Leben wandeln.
Neben autobiografischen Elementen verarbeitete Max Frisch in Homo faber zentrale Kernthemen seines Werks: den Konflikt zwischen persönlicher Identität und sozialer Rolle, die Bestimmung des Daseins durch Zufall oder Schicksal, den Gegensatz von Technik zu Natur und Mythos, die misslungene Beziehung zwischen den Geschlechtern und das verfehlte Leben.

## Inhalt

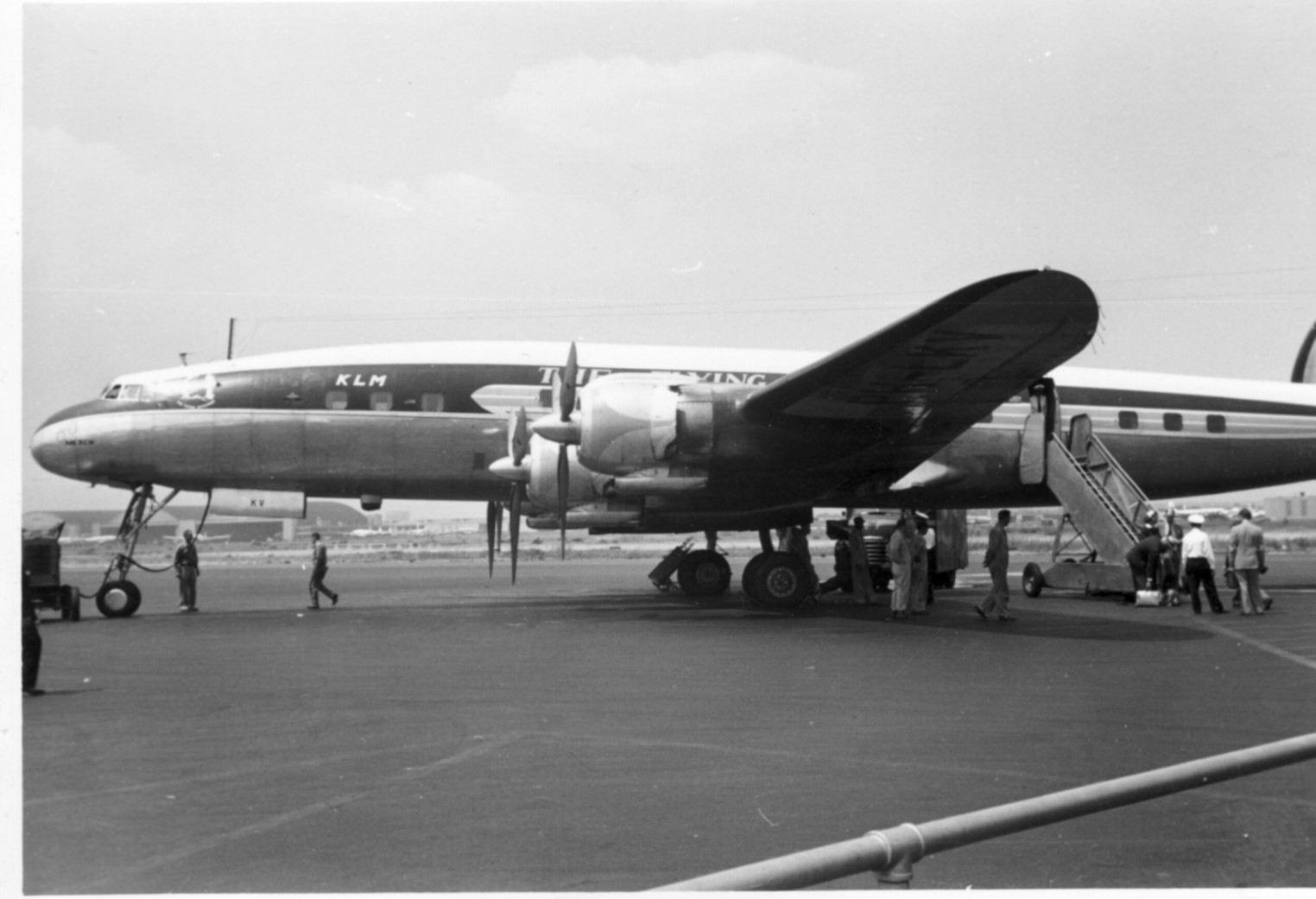
Eine Super Constellation in New York, 1954

An Bord einer Super Constellation fliegt der Schweizer Ingenieur Walter Faber vom Flughafen New York-LaGuardia ab, um im Auftrag der UNESCO eine Montage in Venezuela zu beaufsichtigen. Sein Sitznachbar ist der Deutsche Herbert Hencke, der sich als Bruder seines Studienfreunds Joachim erweist. Joachim Hencke heiratete einst Fabers Jugendliebe Hanna, nachdem diese sich von Faber getrennt hatte. Während des Flugs fallen zwei Motoren der Propellermaschine aus. Der Pilot entscheidet sich, eine Notlandung vorzunehmen. Nach einigen Tagen in der mexikanischen Wüste werden die Passagiere gerettet.
Faber entschließt sich kurzfristig, seine geplante Dienstreise nach Caracas zu verschieben, und begleitet Herbert auf der Suche nach dessen Bruder. Joachim leitet eine Plantage in Guatemala, doch seit Monaten fehlt jede Nachricht von ihm. In der Hitze Mittelamerikas stockt die Suche immer wieder. Erst mit der Unterstützung des Musikers und Hobby-Archäologen Marcel erreichen sie schließlich die Plantage und finden Joachim, der sich erhängt hat. Herbert bleibt auf der Plantage zurück, während Faber nach kurzem Aufenthalt in Caracas in Richtung New York heimkehrt, wo seine Geliebte Ivy bereits auf ihn wartet. Ihrer Nähe und Heiratsabsichten überdrüssig, entschließt er sich, die Rückreise nach Europa vorzeitig per Schiff anzutreten.
An Bord lernt Faber die junge Elisabeth, von ihm Sabeth genannt, kennen. Faber verliebt sich in die junge Frau, die ihn an seine Jugendliebe Hanna erinnert. Beständig sucht er ihre Nähe. Am letzten Tag der Überfahrt, seinem 50. Geburtstag, macht er ihr einen Heiratsantrag, den sie allerdings nicht beantwortet. Nachdem sie sich in Paris verabschiedet haben, besucht Faber, obwohl nicht an Kunst interessiert, wiederholt den Louvre, bis er Sabeth wieder begegnet. Er warnt sie vor Autostopps und begleitet sie kurzentschlossen selbst auf der Heimreise nach Athen zu ihrer Mutter. Die gemeinsame Fahrt wird zur romantischen Bildungsreise durch Südfrankreich, Italien und Griechenland. In Avignon sind beide durch das Erlebnis einer Mondfinsternis so überwältigt, dass sie die Nacht miteinander verbringen.
Nachdem Faber erfahren hat, dass Sabeth Hannas Tochter ist, scheitert er, der sich in der Bewältigung des Lebens stets auf sein technisch-rationales Weltbild verlässt, an einer einfachen Rechnung: aus Sabeths Alter den Termin ihrer Zeugung zu bestimmen. Er erkennt nicht, dass Sabeth seine eigene Tochter ist, obwohl ihm Hanna vor rund 21 Jahren offenbarte, dass sie ein Kind von ihm erwartete. Faber reagierte zurückhaltend, sprach von „deinem“ statt „unserem“ Kind, und beide verständigten sich auf einen Schwangerschaftsabbruch. Hanna verweigerte sich der geplanten Heirat mit Faber im letzten Moment, da sie in Fabers Motiven keine Liebe erkannte, sondern nur das Pflichtgefühl, ihr wegen ihrer jüdischen Abstammung die Emigration aus dem nationalsozialistischen Deutschland in die Schweiz zu ermöglichen. Faber wurde zu dieser Zeit eine Stelle als Ingenieur in Bagdad angeboten, und Hanna brachte ohne sein Wissen ihr gemeinsames Kind zur Welt. Statt Faber heiratete Hanna seinen Freund Joachim, den die erwachsene Sabeth noch immer für ihren Vater hält.

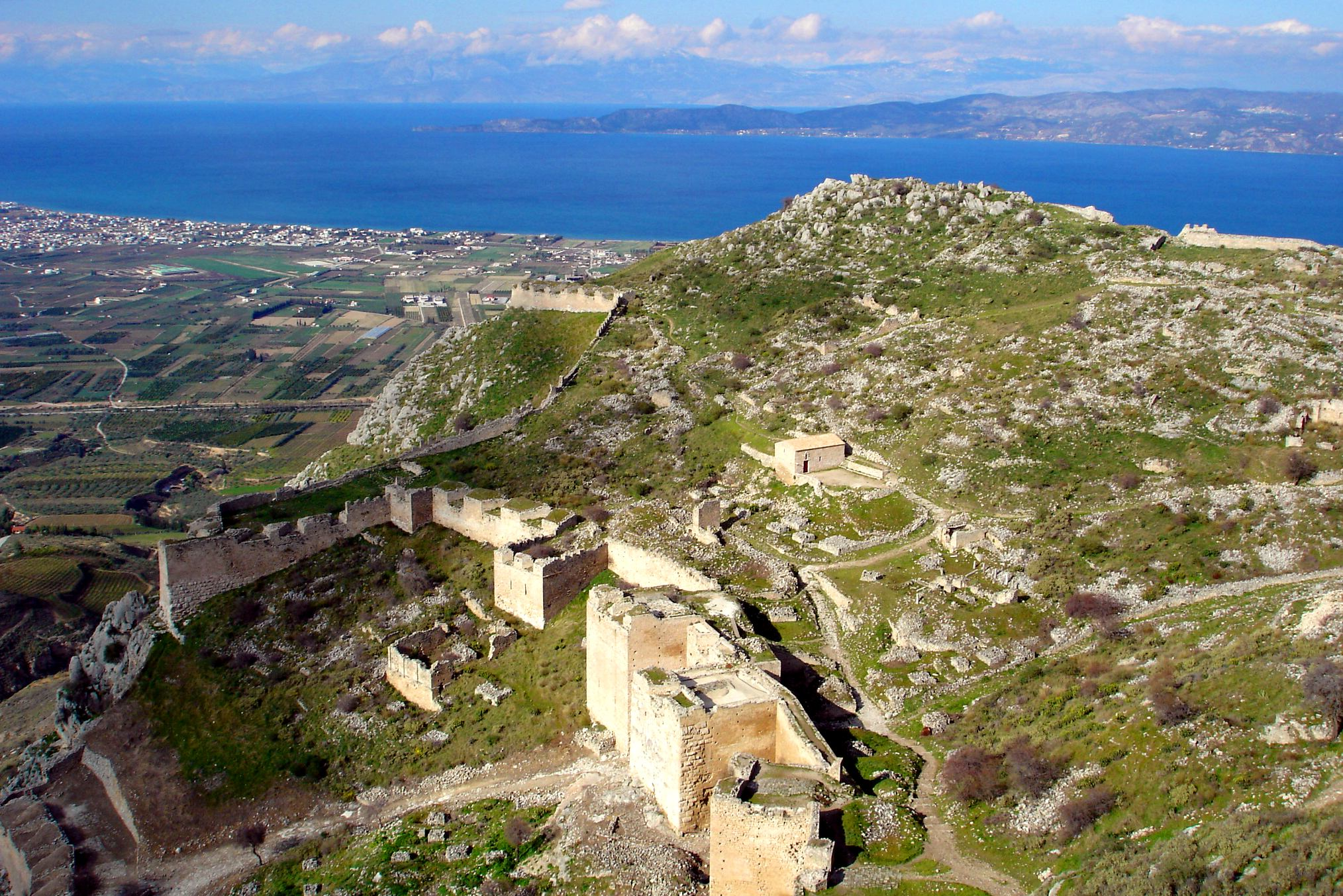
Blick von Akrokorinth zum Meer

Die inzestuöse Liebesgeschichte zwischen Faber und Sabeth nimmt eine tragische Wendung, als Sabeth an einem Strand bei Akrokorinth von einer Schlange gebissen wird, vor dem zu Hilfe eilenden nackten Faber zurückweicht, rücklings über eine Böschung fällt und mit dem Hinterkopf aufschlägt. Mit der bewusstlosen Sabeth im Arm gelangt Faber nach Athen, trifft dort auf Hanna und erfährt schließlich, dass Sabeth seine Tochter ist. Nach der Injektion eines Serums gegen Schlangengift ist Elisabeth scheinbar auf dem Weg der Besserung, doch unvermittelt stirbt sie an unbehandelten Kopfverletzungen, die nicht diagnostiziert worden sind, da Faber keinen Hinweis auf Sabeths Sturz gegeben hat.
Faber plant, bei Hanna zu bleiben und sie zu heiraten, zuvor unternimmt er jedoch eine letzte große Reise. Nachdem er in New York erfahren hat, dass seine Wohnung bereits verkauft ist, besucht er Herbert auf seiner einsamen Plantage, ohne ihn jedoch zur Rückkehr bewegen zu können. Anschließend legt Faber einen längeren beruflichen Aufenthalt in Caracas ein, während dessen der erste Teil seines Berichts entsteht. Daraufhin fliegt er für vier Tage nach Havanna, wo er von bislang unbekannter Lebenslust ergriffen wird, die Beschränktheit seiner Weltanschauung begreift und beschließt, sein Leben zu wandeln. Er kündigt seine Stelle bei der UNESCO. Dennoch bleibt Fabers Reise überschattet von Trauer um den Tod seiner Tochter und einer wachsenden Ahnung des eigenen Todes. Sein verdrängtes Magenleiden macht sich immer häufiger bemerkbar und legt die Diagnose Magenkrebs nahe. In Athen unterzieht sich Faber einer Operation. Mit dem Morgen dieses Tages bricht sein Bericht ab.

## Form

### Aufbau des Romans
Der Roman Homo faber ist in zwei Teile gegliedert, die als „Stationen“ bezeichnet werden. Die „erste Station“ berichtet Faber als Ich-Erzähler während der Erkrankung im Hotelzimmer in Caracas (Fabers Erzählzeit: 21. Juni–8. Juli). Darin rekonstruiert er die Ereignisse vom verspäteten Abflug in New York bis zum Tod Sabeths (erzählte Zeit: 25. März–28. Mai). Ereignisse, die vor der ersten Station liegen (1933–1956), werden durch epische Rückblenden eingebunden. Die „zweite Station“ verfasst Faber während seines Krankenhausaufenthalts in Athen (Erzählzeit: ab 19. Juli, erzählte Zeit: ab 1. Juni). Sie führt über den Beginn ihrer Niederschrift hinaus bis zu Fabers Operationstermin. Dieser lässt sich auf ungefähr Ende August terminieren, da Faber in der Nacht zuvor über sein verbleibendes Leben sinniert: „zwei Monate (das wären September und Oktober)“. Mit dem Abbruch der Aufzeichnungen am Morgen vor der Operation hat der Roman ein offenes Ende. Der Leser erfährt nicht den Ausgang der Operation, allerdings legt der Verlauf der Handlung nahe, dass Faber die Operation nicht überlebt.
Der Roman wird rückläufig, aus der Erinnerung seines Protagonisten, berichtet. Er ist in Form eines Monologs erzählt, da auch die Äußerungen anderer Figuren in den Dialogpassagen aus zweiter Hand durch Fabers bewussten oder unbewussten Filter wiedergegeben werden. Der Bericht der ersten Station aus der Handlung der zweiten Station heraus führt zu einem zusätzlichen Erzählrahmen und verkompliziert den für den Leser nicht immer klaren Zeitablauf, wozu auch die eingeschobenen Rückblenden und Vorausdeutungen beitragen. Die erzählerische Verknüpfung von Vergangenheit, Gegenwart und Zukunft spiegeln nach Mona und Gerhard P. Knapp den Einfluss der Existenzphilosophie Martin Heideggers wider, der die drei Zeitebenen der „Erfahrung“, des „Daseins“ und der „Erwartung“ unterscheide, wobei sich erst in der Konvergenz aller drei Zeitebenen die menschliche Existenz verwirklichen könne.
Die Grundstruktur des Romans greift in mehrfacher Form das Prinzip des Kontrapunkts auf: Die erste Station mit den Erlebnissen Fabers bis zum Tod seiner Tochter wird gegen die zweite Station, sein Leben danach, gesetzt. Gleichzeitig wird die Handlung – das Erleben – mit dem späteren Bericht der Geschehnisse – der Reflexion – kontrastiert. Auch innerhalb der Handlung wiederholen sich die Abläufe. So führen Fabers Reisen zweimal zur mittelamerikanischen Plantage, auf der er zuerst seinen toten Freund Joachim findet, später in einer Umkehr der Ereignisse dessen Bruder Herbert zurücklässt. Die Duplizität der Schauplätze und Reiserouten offenbaren den Versuch Fabers, seine Vergangenheit durch Wiederholung zu bewältigen und zu verändern. Der Ort, der aus dieser Repetition herausfällt und in der zweiten Station erstmals auftaucht, ist Kuba; hier will Faber sein Leben erneuern.

### Chronologie
Die Daten beruhen auf einer Auflistung von Klaus Müller-Salget. Da nicht alle aufgeführten Eckdaten konkret im Roman benannt werden, sondern auf Rückrechnungen basieren, lassen sich in anderen Quellen andere Daten finden.

#### Erste Station
1957
| 25. März      | Abends: Fabers Abflug von New York                                                         |
| 26.–29. März  | Notlandung und Aufenthalt in der mexikanischen Wüste (Tamaulipas)                          |
| 1. April      | Ankunft in Campeche                                                                        |
| 2.–3. April   | Zugfahrt nach Palenque                                                                     |
| 7. April      | Vollmondfest in Palenque                                                                   |
| 8.–12. April  | Fahrt zur Plantage in Guatemala (Luftlinie ca. 70 Meilen)                                  |
| 14. April     | Beginn der Rückfahrt nach Palenque                                                         |
| 20. April     | Abflug von Caracas (Venezuela)                                                             |
| 21. April     | Ankunft in New York, wo Ivy wartet                                                         |
| 22.–30. April | Schiffsreise von New York nach Le Havre                                                    |
| 29. April     | Fabers 50. Geburtstag, Heiratsantrag an Sabeth                                             |
| 1. Mai        | Paris                                                                                      |
| 13. Mai       | Mondfinsternis in Avignon, verbringt Nacht mit Sabeth                                      |
| 14.–25. Mai   | gemeinsame Italienreise, Überfahrt nach Patras                                             |
| 26.–27. Mai   | Nacht in Akrokorinth                                                                       |
| 27. Mai       | mittags: Sabeths Unfall am Strand von Theodohori                                           |
| 27. Mai       | Ankunft in Athen, Wiedersehen mit Hanna                                                    |
| 28. Mai       | morgens bis mittags: abermals Fahrt nach Theodohori; 14 Uhr: Tod Sabeths durch Hirnblutung |

#### Zweite Station
| 1. Juni          | New York, Party bei Williams |
| 2. Juni          | Flugreise nach Mérida |
| 4.–5. Juni       | Fahrt nach Palenque. Weiterfahrt zur Plantage in Guatemala                                                                                        |
| 20. Juni–8. Juli | Aufenthalt in Caracas, ab 21. Juni verfasst Faber, während seines durch Magenbeschwerden bedingten Hotelaufenthalts, den ersten Teil des Berichts |
| 9.–13. Juli      | Faber in Havanna (Kuba) |
| 15. Juli         | Düsseldorf, Filmvorführung bei der Hencke-Bosch GmbH, Abreise per Zug                                                                             |
| 16. Juli         | Zürich, Treffen mit Professor O. |
| 18. Juli         | Athen |
| Ab 19. Juli      | Krankenhaus in Athen, wo Faber den zweiten Berichtsteil und das kursiv gesetzte Tagebuch verfasst                                                 |
| Termin im August | 8:05 Uhr: Operation; die Aufzeichnungen brechen ab.                                                                                               |

Die Daten beziehen sich auf die Publikationen des Romans seit der Taschenbuchausgabe 1977. Frühere Ausgaben, insbesondere die Erstausgabe von 1957 sowie die Ausgabe der Gesammelten Werke, sind abweichend datiert, beginnend mit Fabers Abflug von New York am 1. April. Nachdem Frisch von Michael Dym darauf aufmerksam gemacht worden war, dass die ursprünglichen Daten Unstimmigkeiten aufwiesen, reagierte er in einem Brief: „[G]erade bei einer Erzählung dieser Art – Walter Faber ist ja erpicht auf Exaktheit – dürften solche Fehler nicht vorkommen.“ Durch die daraufhin vorgenommene Verlegung der Daten können die Geschehnisse kalendarisch eingeordnet werden; als Folge ergeben sich aber Widersprüche zu den Mondphasen, etwa dass das Vollmondfest nun eine Woche zu früh gefeiert wird.

### Erzählhaltung

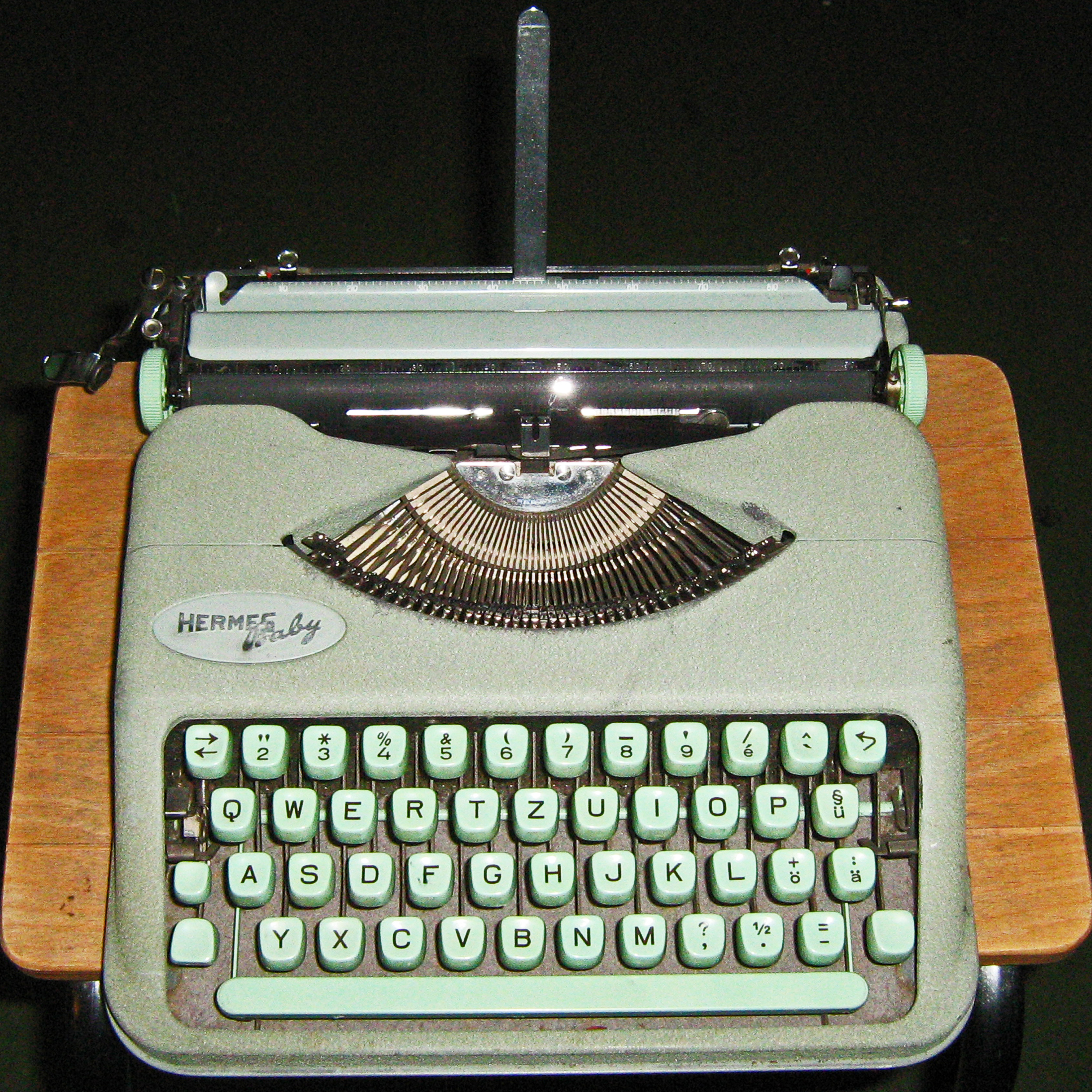
Auf einer Hermes Baby schreibt Faber seinen Bericht

Homo faber ist ein Rollenroman, in dem Frisch einen fiktiven Ingenieur in Ich-Form von den letzten Monaten seines Lebens berichten lässt. Auch der Untertitel Ein Bericht erhält diese Fiktion aufrecht. Der Bericht ist eine dem Naturwissenschaftler Faber geläufige Textsorte und weckt beim Leser die Erwartung einer objektiven Tatsachenschilderung, die der Roman jedoch nicht einlöst. Tatsächlich ist Fabers Bericht subjektiv und häufig ungenau. Auch die Tagebuchnotizen aus der zweiten Station stehen im Gegensatz zur objektiven Textsorte Bericht. Der Untertitel des Romans wirkt nach der Lektüre vielmehr ironisch, da Faber keinen neutralen Bericht abgibt, sondern sein Leben zu einer Geschichte umerzählt, an die er selbst glauben will. Am Ende, als Faber die Vernichtung seiner Aufzeichnungen anweist, gesteht er selbst deren Unzulänglichkeit ein: „es stimmt nichts“.
Der Roman wird vollständig aus der Sicht der Hauptfigur erzählt und nimmt die Form einer Selbstrechtfertigung an. Zum Anlass beider Berichte wird die erzwungene Ruhestellung Fabers. Erst durch seine Krankheit ans Bett gefesselt, wird Faber, zuvor durch seinen Beruf dauernd unterwegs, zu einer Bestandsaufnahme angeleitet, einer Aufarbeitung seiner unbewältigten Vergangenheit. Es fehlt ein übergeordneter Erzähler. Der Leser hat nur die Alternativen, Fabers Ausführungen zu folgen oder ihnen eigene Argumente entgegenzusetzen, die Leerstellen in Fabers Bericht zu übergehen oder ihnen eigene Mutmaßungen entgegenzustellen. Die Vieldeutigkeit des Romans, die sich einfachen Interpretationen verschließt, liegt auch in diesem Erzählverfahren begründet, das keine objektiven Wahrheiten festschreibt.
In seinem Bericht zeigt sich die zunehmende Erschütterung von Fabers Weltbild, die besonders dort offenbar wird, wo er sich vor Hanna in Rechtfertigungszwang sieht oder seine Schuld am Tod Sabeths im Raum steht. Bei solchen Konfrontationen springt Fabers Bericht in der Zeit oder gleitet in die Betrachtung von Nebensächlichkeiten ab. So etwa, wenn er beim Anblick des toten Joachim über den Draht oder die Stromversorgung des Radios räsoniert. Dem Leser wird dadurch Fabers rationale Weltsicht als Verdrängungsmechanismus und Abwehrstrategie offenbart. Mit Einsetzen der Italienreise, spätestens nach Sabeths Tod, zerfällt Fabers Bericht unter seiner wachsenden Erschütterung immer mehr. Vergangenheit und Gegenwart überlappen sich beständig. Im Unterschied zur ersten Station fehlt in der zweiten Station die Ebene der Zukunft, wenn man von Fabers illusorischen Heiratsplänen mit Hanna absieht, ein Zeichen dafür, dass der Protagonist keine Zukunft mehr hat. Gleichzeitig wird Fabers Reflexion über Daten und Fakten vom direkten Erleben abgelöst.

### Sprache
Die Sprache des Erzählers Walter Faber ist die Rollenprosa eines Menschen, der sich mit seinem Selbstbild als Techniker identifiziert. Faber gibt wie in einem wissenschaftlichen Bericht präzise Zeit- und Ortsangaben, benutzt Fachtermini, montiert statistische Daten und Zitatnachweise. Immer wieder versucht Faber, unterschiedliche Sachverhalte kausal miteinander zu verknüpfen. In seiner Verwendung von Adjektiven liegt keine Ausschmückung, sondern sachliche Kennzeichnung von Farbe, Form, Ausmaß oder Alter. Ebenso wie durch sein technisch-wissenschaftliches Selbstverständnis ist Fabers Sprache durch seine Verwaltungstätigkeit geprägt. Er benutzt elliptische Verknappungen, die an Aktennotizen erinnern. Durch Anglizismen will Faber seine Weltläufigkeit vorführen, gleichzeitig verschleift sich seine Sprache durch Umgangssprache bis hin zu grammatikalisch falschen Wendungen, wie etwa dem falschen Konjunktiv in „Ich war gespannt, als fliege ich zum ersten Mal in meinem Leben“, den Frisch einsetzt, weil einem Faber eine korrekte Sprachverwendung nicht zuzutrauen sei.
Immer wieder entlarvt Fabers Sprache den Inhalt seiner Worte, verstrickt er sich in Widersprüche, unterlaufen ihm Irrtümer, vergisst er bereits Bekanntes. Dem Leser wird ein Widerspruch zwischen Anspruch und Wirklichkeit vorgeführt. Fabers Fehlleistungen deuten im freudschen Sinne auf Verdrängungsmechanismen. Auch Fabers Beteuerungen, er habe keine Minderwertigkeitsgefühle, er glaube nicht an Schicksal und ähnliches, verstärken beim Leser gerade die Vermutung des Gegenteils. Laut Walter Schmitz bedient sich Frisch einer dem Verfremdungseffekt Brechts ähnlichen Strategie, um durch Fabers Sprachverfremdung die Erwartung des Lesers immer wieder zu brechen. Max Frisch kommentierte selbst die Sprache seines Protagonisten: „Er lebt an sich vorbei, und die Diskrepanz zwischen seiner Sprache und dem, was er wirklich erfährt und erlebt, ist das, was mich dabei interessiert hat. Die Sprache ist hier also der eigentliche Tatort. […] Wir sehen, wie er sich interpretiert. Wir sehen im Vergleich zu seinen Handlungen, daß er sich falsch interpretiert. Wäre das in Er-Form, so wäre ich als Autor der herablassende Richter; so richtet er sich selbst.“

## Interpretation

### Figuren

#### Walter Faber

Personenkonstellation des Romans

Walter Faber wurde am 29. April 1907 geboren. Von 1933 bis 1935 war er Assistent an der ETH Zürich und arbeitete an einer Dissertation über den Maxwellschen Dämon, brach sie jedoch ab. An der ETH lernte er Hanna Landsberg kennen, 1935 planten die beiden die Heirat, 1936 kam es zur Trennung. Faber zog nach Bagdad, wo er als Ingenieur bei der Escher Wyss AG arbeitete. Seit 1946 lebt er in New York. Für die UNESCO leitet er den Bau von technischen Anlagen in aller Welt.
Fabers Selbstbild ist das eines Rationalisten: „Ich glaube nicht an Fügung und Schicksal, als Techniker bin ich gewohnt, mit den Formeln der Wahrscheinlichkeit zu rechnen. […] Ich brauche, um das Unwahrscheinliche als Erfahrungstatsache gelten zu lassen, keinerlei Mystik; Mathematik genügt mir.“ Sein Verhältnis zum Leben und zur Natur ist durch Entfremdung gekennzeichnet. Im Verlauf des Romans wird sein von der Technik geprägtes Weltbild immer mehr erschüttert, und es dringen andere, noch unentfremdete Seiten seiner Persönlichkeit an die Oberfläche. Faber entspricht dem Typus eines modernen Stadtbewohners, der – beruflich immerfort auf Reisen – wurzel- und bindungslos geworden ist. Faber selbst gibt an: „Alleinsein ist der einzigmögliche Zustand für mich.“ Doch obwohl Faber ständig bemüht ist, sich von anderen Menschen abzugrenzen, reagiert gerade er in besonderem Maße auf seine Umwelt. Seine Abhängigkeit von anderen Menschen zeigt sich besonders in der Beziehung zu Hanna, von der sich Faber selbst nach über 20 Jahren nicht emotional hat lösen können.

#### Hanna Piper
Hanna (eigentlich Johanna) wuchs unter ihrem Geburtsnamen Landsberg in München-Schwabing auf. Sie studierte Kunstgeschichte und Philologie in Zürich, etwa von 1931 bis 1935. Dort lernte sie Walter Faber kennen, wurde von ihm schwanger und trennte sich wieder von ihm. 1937 heiratete sie Joachim Hencke und brachte kurz darauf ihre Tochter Elisabeth zur Welt. 1938 trennte sie sich von Joachim und ging nach Paris, wo sie bis 1940 mit einem bekannten Schriftsteller zusammenlebte. Vor dem deutschen Einmarsch in Frankreich und der ihr als „Halbjüdin“ drohenden Verfolgung floh sie 1941 nach London, arbeitete bei der BBC, wurde britische Staatsbürgerin und heiratete den deutschen Kommunisten Piper. 1953 ließ sie sich wieder scheiden und arbeitete seitdem als Archäologin in Athen.
Hanna ist sehr emanzipiert und entspricht nicht dem Stereotyp von Fabers Frauenbild. Ihre von Faber als „Backfischphilosophie“ herabgewürdigte Weltanschauung bildet eine feministische Gegenposition zu Fabers reaktionärem Frauenbild. In ihrer Kritik an der patriarchischen Religion sowie der Tendenz des Mannes, die Frau als Geheimnis zu betrachten, greift sie Thesen aus Simone de Beauvoirs Werk Das andere Geschlecht auf, das zur Entstehungszeit des Romans sehr aktuell war. Hanna ist selbständig, unabhängig von Männern und geht vollkommen in ihrer Rolle als alleinerziehende Mutter auf. An der Erziehung ihrer Tochter lässt sie keinen Mann teilhaben, ihrem damaligen Ehemann Joachim verweigerte sie ein gemeinsames Kind, was zu ihrer Trennung führte. Ihre Äußerung, es könne „das Leben einer Frau, die vom Mann verstanden werden will, nicht anders als verpfuscht sein“, lässt ihre Lebensentscheidung als Antwort auf die Beziehung zu Faber erscheinen: eine Resignation, die zum Abbruch der Kommunikation zwischen den Geschlechtern und zu einer rein matriarchalen Lebensgestaltung führen muss. Laut Iris Block wird ihre Lebensweise damit zum Gegenklischee zu Fabers klischeehafter Sicht auf Frauen.
Die Sicht auf Hanna in der Sekundärliteratur nimmt ein weites Spektrum ein. So sah etwa Gerhard Kaiser Hanna als Anklägerin des Homo faber, die jedoch nicht Richterin sein könne, weil ihr eigener Lebensentwurf „nicht weniger problematisch sei“. Ihr „Mutteregoismus und ihre technikfeindliche Weltanschauung“ beruhten „auf einem überdeckten Minderwertigkeitskomplex“, aus dem heraus sie „nicht wirklich Frau, sondern nur ressentimentgeladener Anti-Mann“ werde. Ganz anders werteten Mona und Gerhard P. Knapp, für die Hannas Lebensentwurf den Gegenpol zu Fabers gescheitertem Dasein bildet, da sie „durchgängig eine erfüllte, erlebnisfähige Existenz“ lebe: „Ihre Autonomie und Integrität stehen außer Zweifel. Im Gegensatz zu Faber, dessen Weltbild sich als falsch und brüchig erweist, wird ihre Haltung an keiner Stelle des Textes widerlegt.“

#### Elisabeth Piper
Elisabeth Piper ist die Tochter von Hanna Piper und Walter Faber, hält allerdings selbst Joachim Hencke für ihren Vater. Sie wurde 1937 geboren, zog mit ihrer Mutter nach Paris, London und Athen. Im Jahr 1956 studierte sie mit einem Stipendium an der Yale University in den USA. Auf ihrer Rückreise nach Athen trifft sie Walter Faber.
In der Schilderung Fabers wird Sabeth zur personifizierten Jugendlichkeit, zum Typus eines jungen Mädchens. Ihre hervorstechende Eigenschaft ist jugendliche Spontaneität und Erlebnisfähigkeit. Gleichzeitig hat sie keine stark ausgebildete Persönlichkeit, ist selbständig, aber unreif. Ihre Offenheit für Eindrücke erstreckt sich von der Vergangenheit (ihre Begeisterung für Kunst) über die Gegenwart (das aus ihrer Sicht zeitlich begrenzte Liebesabenteuer mit Faber) bis zur Zukunft, für die sie noch keine Pläne hat, auf die sie sich jedoch einfach freut. Sie ist gleichermaßen geprägt durch ihre Mutter, die ihr das Kunstverständnis vermittelt hat, wie sie auch Fabers technische Erklärungen mühelos begreift. Daher nimmt sie laut Klaus Müller-Salget eine Vermittlerrolle zwischen ihren Eltern ein und steht für den ganzen Menschen, der die moderne Bewusstseinsspaltung zwischen Natur und Technik überwindet. Bereits die Namen, mit denen das Mädchen belegt wird – Faber nennt sie „Sabeth“, Hanna „Elsbeth“ – lassen erkennen, dass beide Elternteile nur einen verkürzten Teil ihrer Persönlichkeit wahrnehmen, der erst im Namen „Elisabeth“ seine ganzheitliche Entsprechung findet.

#### Ivy

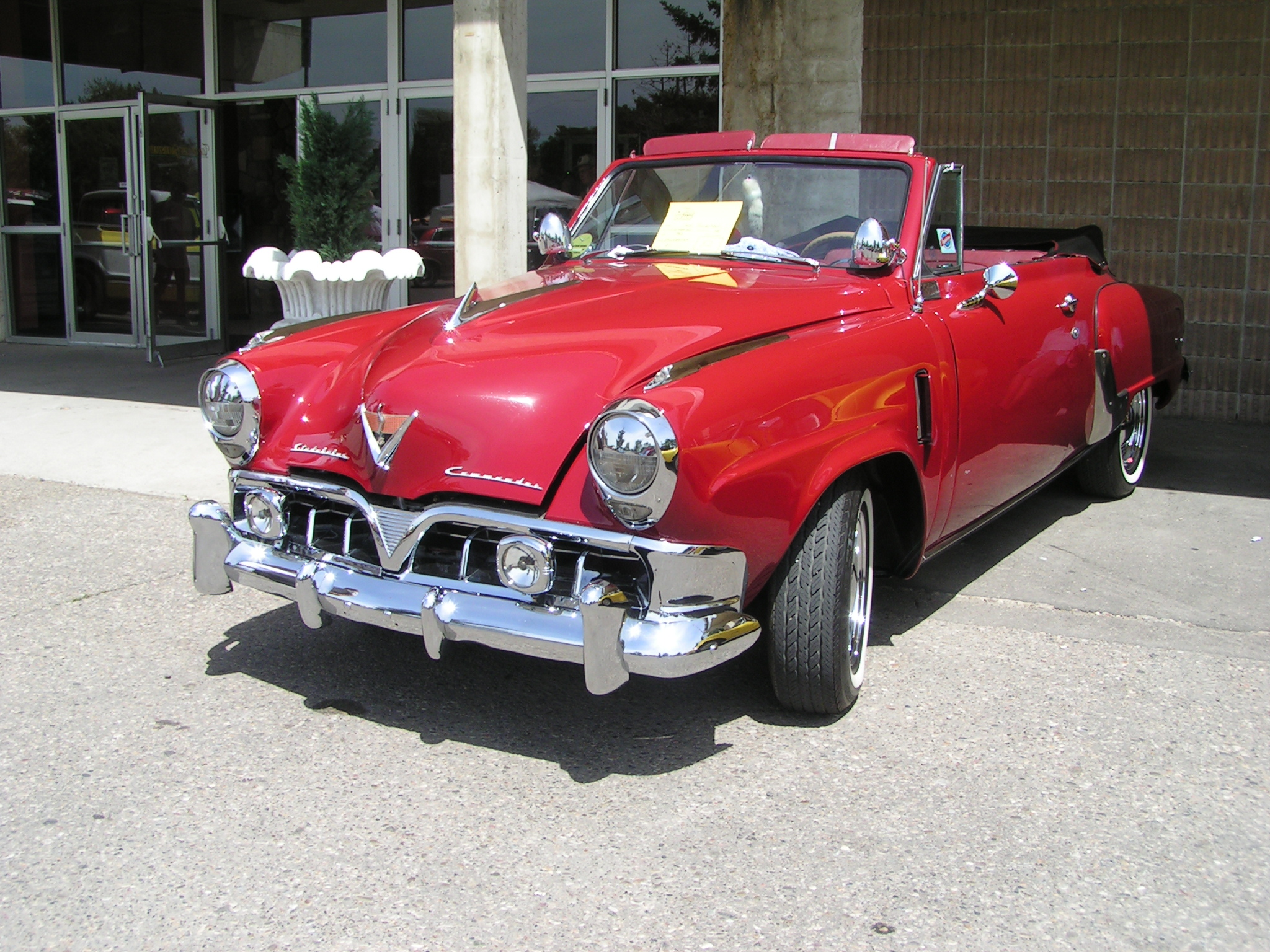
Zur Farbe ihres Studebakers, hier ein Studebaker Commander State von 1952, wählt Ivy ihre Garderobe

Ivy ist ein 26-jähriges Mannequin, von dem nicht viel mehr bekannt wird, als dass sie aus der Bronx stammt, katholisch ist und einen Ehemann hat, der als Beamter in Washington arbeitet. Ivy bleibt in Fabers Schilderung eine Schablone. Von ihren eigenen Empfindungen weiß er nichts, die Beschreibungen Ivys werden in Wahrheit zu Schilderungen von Fabers Frauenbild. Im Bild, das er von Ivy malt, vereinen sich für den Leser sämtliche Klischees über den weiblichen American way of life der 1950er Jahre. Ihre Accessoires sind Autos und Kleider, ihre Sorge gilt vor allem ihrem Aussehen, die Sprache beschränkt sich auf klischeehafte Wendungen wie „Everything okay?“ Trotz Fabers Zurückweisungen klammert sie sich an ihn, ihr größter Antrieb ist der Heiratswunsch, der auch nicht dadurch aufgehoben wird, dass sie bereits anderweitig verheiratet ist. Bereits ihr Name weckt Assoziationen an ein Schlinggewächs: „Ivy heißt Efeu, und so heißen für mich eigentlich alle Frauen.“ Für Mona Knapp beschränkt sich Ivys Funktion im Roman darauf, das Stereotyp vorzuführen, mit dem Faber die Frauen betrachtet: Sie sind für ihn lästig und trivial, er fühlt sich ihnen überlegen.

#### Joachim Hencke
Joachim Hencke, die einzige zentrale Figur, die während der Romanhandlung nicht mehr lebt, ist Fabers ehemaliger Züricher Studienfreund aus Düsseldorf. Für Faber war er „mein einziger wirklicher Freund“. Als Mediziner im Staatsexamen beriet Joachim Faber wegen des geplanten Schwangerschaftsabbruchs bei Hanna. Dabei äußerte er weder medizinische noch juristische Bedenken, doch bestärkte er später Hanna bei ihrem Wunsch, das Kind auszutragen, und heiratete sie nach ihrer Trennung von Faber. Hannas alleiniger Besitzanspruch auf das Kind und ihre Sterilisation führten zur Scheidung. In einer Kurzschlusshandlung meldete sich Joachim freiwillig zur Wehrmacht, geriet in Kriegsgefangenschaft und kehrte nach dem Krieg nach Düsseldorf zurück.
Wie Faber hat auch Joachim einen rationalen Zugang zur Welt, versucht, die Probleme mit dem Verstand zu lösen, und spielt wie dieser Schach. Wie Faber ist er geprägt vom Glauben an die Überlegenheit des technischen Systems. So opfert er nach der gescheiterten Ehe sein Leben einer fixen Idee, der „Zukunft der deutschen Zigarre“ in den Plantagen Guatemalas. Auch als er keine Perspektive mehr sieht, als sich in der Baracke zu erhängen, inszeniert er seinen Suizid derart, dass er in seiner Anführerrolle für die Indios durch ein Fenster der Baracke sichtbar bleibt. Indem er so den Betrieb der Plantage bis zur Ablösung durch seinen Bruder aufrechterhält, versucht Joachim laut Manfred Leber über seinen Tod hinaus zu planen und zu wirken. Mona und Gerhard P. Knapp deuten Joachims Tod auch als symbolischen Vorausgriff auf das Schicksal Fabers: Dessen Versuch einer Korrektur der Vergangenheit erweist sich ebenso wenig als lebensfähig, Faber scheitert wie sein Freund.

#### Herbert Hencke
Herbert Hencke, der zufällige Sitznachbar auf Fabers Flug mit der Super Constellation, stellt sich als jüngerer Bruder seines Jugendfreunds Joachim heraus. Er stellt das Verbindungsglied Fabers zu seiner Vergangenheit mit Hanna her. Für Faber vermittelt Herbert zu Beginn das Bild des aufstrebenden Deutschen zur Zeit des Wirtschaftswunders, der sich um internationalen Anschluss bemüht und die Zeit des Nationalsozialismus zu verdrängen versucht. Erst der Suizid seines Bruders erschüttert ihn, und er bleibt an dessen Stelle auf der Hencke-Bosch-Plantage zurück. Als Faber ihn nach zwei Monaten erneut aufsucht, ist „Herbert wie ein Indio“ geworden. In gleicher Weise von der Natur und vom Gleichmut der Indios überwältigt wie zuvor sein Bruder, nimmt er dennoch einen anderen Weg: Statt Joachims Flucht aus dem Dasein passt sich Herbert dem Leben auf der Plantage an, ergibt sich fatalistisch in sein Schicksal, resigniert und entwickelt keine Zukunftsperspektive mehr. Von der Hencke-Bosch GmbH ist er längst aufgegeben worden.

#### Marcel

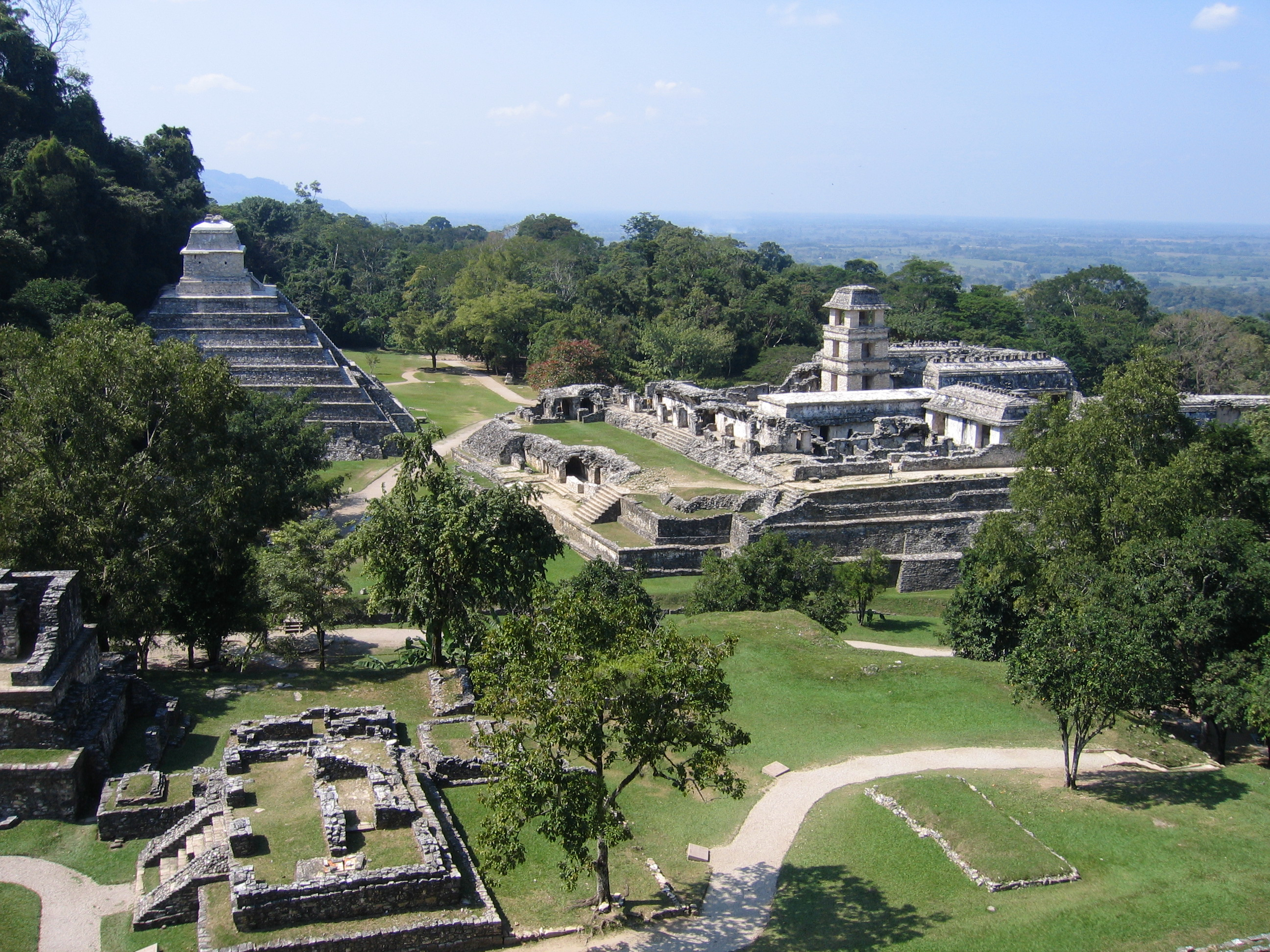
Ruinen der Maya in Palenque

Marcel ist ein junger Amerikaner französischer Herkunft und von Beruf Musiker im Boston Symphony Orchestra. Seine Leidenschaft sind alte Maya-Ruinen. Seinen Urlaub opfert er hingebungsvoll der selbstgewählten Mission, aus Pauspapier und schwarzer Kreide Kopien alter Inschriften anzufertigen; Fotografien ließen diese nach seiner Überzeugung „sterben“. Marcel ist Fabers Weltanschauung konträr entgegengesetzt, immer wieder kritisiert er den amerikanischen Lebensstil. Marcels Thesen nehmen wesentliche Themen des späteren Romans und der Entwicklung Fabers vorweg. Sie verweisen auch auf Fabers künftige Auseinandersetzungen mit den ebenfalls kunstbegeisterten Sabeth und Hanna. So fühlt sich Faber bereits von Marcel an Hanna erinnert, dessen unbeschwerte Freude wiederholt sich später in Sabeth. Am Ende übernimmt Faber Marcels Lebensanschauung immer mehr und bekennt in einem Brief: „Marcel hat recht“.

#### Weitere Nebenfiguren
Den Hauptfiguren Hanna und Faber ist jeweils ein älterer geistiger Lehrer zugeordnet, wobei diese laut Mona und Gerhard P. Knapp schon durch ihre Anfangsbuchstaben, das Alpha und Omega als erster und letzter Buchstabe des griechischen Alphabets, zueinander in Opposition treten. In Hannas Fall handelt es sich um Armin, der, obwohl selbst physisch blind, sie „sehen“ gelehrt hat, indem er ihre später lebensbestimmende Liebe zur griechischen Kultur prägte. Armin symbolisiert einen positiven Bezug zum Leben und zum Alter, der sich auf Hanna übertragen hat. Fabers Mentor ist dagegen sein ehemaliger Professor O. von der ETH Zürich. Er ist Techniker wie Faber und begegnet ihm, vom Magenkrebs gezeichnet, mehrmals im Verlauf des Romans. Ähnlich wie die Zopilote in Lateinamerika nimmt er die Funktion eines Todesboten ein. Sein zunehmender körperlicher Verfall spiegelt Fabers eigene Unfähigkeit in der Bewältigung seines Alterns und Sterbens. Auch die Frau des Gymnasiallehrers, mit der der junge Faber seine ersten sexuellen Erfahrungen machte und die kurz darauf starb, symbolisiert die unheilvolle Verquickung von Leben, Sexualität und Tod in Fabers Biografie. Zwei hauptsächlich durch ihre Jugend charakterisierte Frauen werden für Faber zur Vorausdeutung und zur Wiederkehr seiner Tochter Sabeth: die Stewardess in der Super Constellation und die Kubanerin Juana.

### Themen und Motive

#### „Homo faber“ und die Technikdebatte
Seit den Anfängen der industriellen Revolution wurde die Technik immer bestimmender für das berufliche und private Leben der Menschen. Über ihre Bedeutung entstanden unterschiedliche Sichtweisen, sie wurde zunehmend Gegenstand von Debatten. Im 19. Jahrhundert herrschte vor allem ein Fortschrittsoptimismus, der sich in philosophischen Strömungen wie dem Positivismus oder literarisch in den technisch-utopischen Romanen eines Jules Verne niederschlug. Der frühe Expressionismus erhoffte sich von der Technik die Ablösung von Traditionen und die Zuwendung zu einer modernen Lebensweise. Mit dem Ersten Weltkrieg wurde der Blick auf die Technik kritischer. Einen Höhepunkt der Dämonisierung der Technik bildeten Georg Kaisers Gas-Dramen. Nach dem Zweiten Weltkrieg ergab sich ein zwiespältiges Bild: Auf der einen Seite verstärkte sich unter dem Eindruck des massiven Einsatzes von Kriegstechnik ein Technikpessimismus, auf der anderen Seite hielt mit den neuen Möglichkeiten, die etwa die Kybernetik eröffnete, ein neuer Technikoptimismus Einzug. In der Folge verschwand die mythisierende Sicht auf die Technik weitgehend, von Philosophen wie Martin Heidegger wurde die Rolle des Menschen betont, der letztlich die Verantwortung für die Technik trage.
Nach der Auffassung Walter Schmitz’ erschien Max Frischs Roman Homo faber zu einem Zeitpunkt, als die geisteswissenschaftlichen Auseinandersetzungen um die Technik bereits ihren Höhepunkt überschritten hatten. Formal bediene er sich bekannter Versatzstücke der Technikdebatte und greife als Protagonist auf den Typus des Ingenieurs zurück. In dessen existenzieller Auseinandersetzung mit der Technik nehme sie dämonische Züge an. Andererseits komme die eigentliche Technik in Frischs Roman kaum vor, über sie wird lediglich fortwährend geredet. Walter Faber entspreche nicht dem anthropologischen Typus des homo faber, eines Menschen, der lieber handelt als redet. Im Gegenteil versuche sich Faber durch seine Ausführungen ständig selbst zu beweisen, dass er dem Bild des handelnden Menschen, des Technikers genüge, wobei dem Leser die Diskrepanz zwischen Fabers Selbstsicht und der Wirklichkeit vor Augen geführt wird. Fabers Lebensweisheiten vom „Menschen als Ingenieur“ und der „Natur als Götze“ wiederholen bereits vorausgedachte Positionen aus der Technikdebatte. Dabei bediene sich Frisch bei den aufgegriffenen Sachverhalten im Fundus der Technikkritik, lasse Faber aus ihnen aber ein unpassendes, technikfreundliches Urteil fällen. Durch diese Widersprüche entlarve er ihn vor dem Leser und führe die Hoffnungslosigkeit des Faberschen Weltbilds vor. Die Gegenpositionen zu Fabers Weltanschauung, die insbesondere Hanna und Marcel äußern, beruhen auf Positionen der Kulturkritik. Marcel erinnere dabei an die Positionen eines Ludwig Klages, wenn er den Rückzug der Seele aus der Zivilisation befürchtet, Hanna, insbesondere in ihren Zeitvorstellungen, an die mythischen Ansätze eines Friedrich Georg Jünger.

#### Bildnis und versäumtes Leben
Ein zentrales Thema, das sich wie ein roter Faden durch Frischs Werk zieht, ist die Identitätsproblematik. Dabei beruft er sich auf das alttestamentliche Gebot „Du sollst dir kein Bildnis machen“ und bezieht es auf den Menschen, wozu Hans Jürg Lüthi erklärte: „Max Frisch verlegt Gott in den Menschen, er ist ‚das Lebendige in jedem Menschen‘“, das für den anderen Menschen nie in seiner Gesamtheit erkennbar und erfassbar sei. Daher schließe jedes Bild den Menschen in Grenzen ein, hemme seine freie Entfaltung und werde zum Gegenteil einer Liebe, die den anderen schrankenlos und mitsamt all seinen Geheimnissen annehme.
Nach Kerstin Gühne-Engelmann flüchtet sich Faber vor einem Leben, das ihn ängstigt, in die Rolle des Technikers. Die Rationalität der Technik dient als Schutz vor Gefühlen, die er nicht kontrollieren kann. In der Rolle des Technikers findet Faber die Sicherheit und feste Ordnung, ohne die er sich verloren fühlt. So schafft etwa die Optik der Kamera, durch die er alles filmt, Distanz zum Leben. Doch diese Distanz, die angenommene Rolle und deren nüchterne, emotionslose Sicht schließt ihn vom Erlebnis, dem eigentlichen Er-Leben, aus. Die Technik umgibt Faber wie ein Schutzschild, durchlässig nur noch für ein gefiltertes Leben. Erst am Ende erkennt Faber die Verfehlung und das Versäumnis seines Lebens. Frisch kommentierte selbst die Rolle Walter Fabers: „Dieser Mann lebt an sich vorbei, weil er einem allgemein angebotenen Image nachläuft, das von ‚Technik‘. Im Grunde ist der ‚Homo faber‘, dieser Mann, nicht ein Techniker, sondern er ist ein verhinderter Mensch, der von sich selbst ein Bildnis gemacht hat, der sich ein Bildnis hat machen lassen, das ihn verhindert, zu sich selber zu kommen. […] Der ‚Homo faber‘ ist sicher ein Produkt einer technischen Leistungsgesellschaft und Tüchtigkeitsgesellschaft, er mißt sich an seiner Tüchtigkeit, und die Quittung ist sein versäumtes Leben.“
Doch auch Hanna lebt in einer Rolle, die sie sich schafft, indem sie jeden männlichen Einfluss aus ihrem Leben verbannt, gewissermaßen ein privates Matriarchat errichtet. Im Mittelpunkt ihres von ihr als „verpfuscht“ verstandenen Lebens steht ausschließlich ihre Tochter, die Hanna allein angehören soll, der Hanna ihr eigenes Leben opfert. Gegen Faber richtet sie das Argument: „Sie ist mein Kind, nicht dein Kind.“ Während Faber schuldig geworden ist, indem er die ungeborene Elisabeth einst „dein Kind“ nannte, wird Hanna mitschuldig, indem sie ihre Tochter von nun an einzig als „mein Kind“ betrachtet. Sie verschweigt gleichermaßen Faber die Existenz seiner Tochter, wie sie Sabeth ihren wirklichen Vater verschweigt. Hannas Selbstvorwurf „wenn sie nochmals leben könnte“ korrespondiert mit Fabers Verlangen: „Wenn man nochmals leben könnte.“ Dieselben Ausdrücke legen nach Meike Wiehl eine geistige Verwandtschaft der beiden in Bezug auf ihr versäumtes Leben nahe.

#### Einbruch von Zufall und Vergangenheit
Zu Beginn des Romans ist in Fabers geordneter Welt alles „wie üblich“. So ist dies auch die häufigste Floskel auf den ersten Seiten: Das Flugzeug ist eine Super Constellation, „wie üblich auf dieser Strecke“, der deutsche Sitznachbar belästigt „wie üblich“, beim Zoll gibt es die „üblichen Scherereien“. Die Liste lässt sich eine Weile so fortsetzen, bis ein anderes Wort in den Mittelpunkt rückt: Die Maschine fliegt „plötzlich landeinwärts“, „plötzlich“ setzt der zweite Motor aus, „plötzlich“ wird das Fahrgestell ausgeschwenkt. In Fabers abgeschottete Welt dringt der Zufall ein. Doch er kommt nicht als Macht von außen, er war schon vorher Teil der scheinbar perfekt funktionierenden Technik, denn bereits der Start erfolgt „mit dreistündiger Verspätung infolge Schneestürmen“. Das Übliche und das Plötzliche, die Technik und der Zufall sind laut Peter Pütz nicht die Gegensätze, die Faber in ihnen sieht, sondern durchdringen einander. Der einzige Moment des Romans, in dem Fabers Beobachtungen vollkommen frei von den Fesseln des Üblichen sind, ist seine Reise mit Sabeth. Erst nach dieser aus der Zeit gefallenen Reise erlebt Faber wieder die „übliche Saturday-Party“ und die „übliche Umhersteherei“.
In gleicher Form wie der Zufall bricht auch die Vergangenheit in das Leben Walter Fabers ein, der sich als einen der Zukunft zugewandten Menschen versteht, dem Stillstand und Bindungen wie Ivys Ehewunsch zuwider sind, „gewohnt, voraus zu denken, nicht rückwärts zu denken, sondern zu planen“. Erst die Reise in die Vergangenheit mit Sabeth weckt in Faber die Sehnsucht nach einer festen Bindung. Wie Technik und Zufall bilden auch Zukunft und Vergangenheit keinen Gegensatz, sondern sind ineinander verschränkt, was sich im formalen Aufbau des Romans widerspiegelt, in den zeitlichen Sprüngen und Einschüben, die nicht bloße Rückblenden oder Vorgriffe sind, sondern eine Vergegenwärtigung unterschiedlicher Zeitebenen, die sich für den Erzähler ineinanderschieben. Erst am Ende, unmittelbar vor der Operation, ahnt Faber selbst die zeitlichen Durchdringungen: „Ewigkeit im Augenblick. Ewig sein: gewesen sein.“

#### Fabers Frauenbild

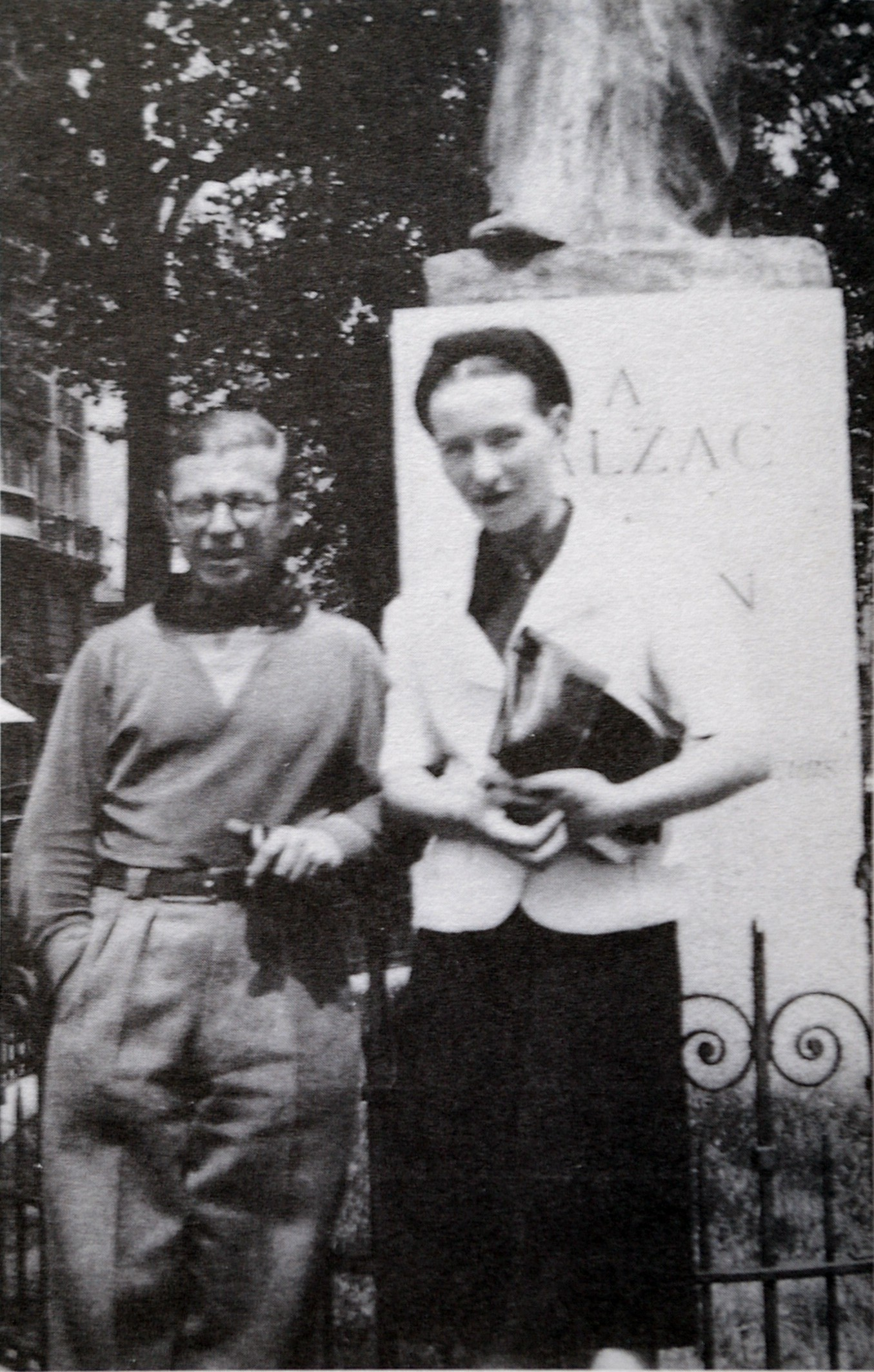
Simone de Beauvoir, auf deren Einfluss das Frauenbild des Romans verweist, neben Jean-Paul Sartre

Durch den Roman hindurch konstruiert Faber stereotype Gegensätze zwischen Technik und Natur, Rationalismus und Mystik, Amerika und Europa. Auch die Beziehung der Geschlechter ist für ihn geprägt durch einen unauflösbaren Gegensatz zwischen Mann und Frau. Während er nüchterne Sachlichkeit als primäres Geschlechtsmerkmal des Mannes postuliert, zeichnen sich Frauen für ihn durch Hysterie, Hinwendung zur Mystik, das ständige Bedürfnis, über Gefühle zu sprechen, und eine allgemeine Neigung, „unglücklich zu werden“, aus. Frisch porträtierte in der Figur Fabers einen zeittypischen Antifeminismus und griff zurück auf Beobachtungen aus Simone de Beauvoirs einige Jahre zuvor erschienenem Werk Das andere Geschlecht. Nach diesem begreife sich der Mann als Subjekt, als Mittelpunkt der Welt, während Frauen für ihn zur „Kategorie des Anderen“ gehören und als unterlegen und minderwertig angesehen werden. Fabers klischeehafte Wahrnehmung der Geschlechter zeigt sich deutlich in der Beziehung zu Ivy, die, von ihm nicht als gleichberechtigte Partnerin akzeptiert, ihm fortwährend lästig fällt. Vor allem die Körperlichkeit Ivys verstört Faber, der Sexualtrieb entzieht sich der Kontrolle des Technikers, er fühlt sich „durch Trieb dazu genötigt“, empfindet das sexuelle Bedürfnis als „geradezu pervers“. Die Verantwortung für seine Triebe weist er der Frau zu, die sie hervorruft, unterstellt ihr Hinterlist und Berechnung. Er fühlt sich von Ivy „bedrängt“ und gibt zu, in Wahrheit gar nichts über sie zu wissen. In der Beziehung zu Ivy erweist sich Faber als bindungsunfähiger Egozentriker.
Eine andere Form der Begegnung mit dem weiblichen Geschlecht eröffnet ihm erst Sabeth mit ihrer Unbeschwertheit und Lebenslust, die ihn beeindrucken. Sabeth fällt ihm im Gegensatz zu anderen Frauen nicht lästig, auf dem Schiff und in Paris sucht er ihre Nähe. Faber erlebt an ihrer Seite den Genuss des Augenblicks: „ich kann nur sagen, daß ich glücklich gewesen bin, weil auch das Mädchen, glaube ich, glücklich gewesen ist“. Dennoch bleibt Sabeth für Faber ein Ersatz, geht es nie um die wirkliche Begegnung mit ihr. Sie bleibt das „Mädchen mit dem blonden Roßschwanz“ und dem „Hanna-Mädchen-Gesicht“. Sie bleibt eine Vermittlerin, die die einzig wirkliche Liebe in Fabers Leben wieder wachruft, die Liebe zu Hanna, jener Frau, mit der selbst die verabscheute Sexualität „nie absurd gewesen“ ist. Hanna war die einzige Frau in Fabers Leben, die sich seiner Rollenfixierung widersetzte, die er als wirklich gleichgestellte Partnerin begreifen konnte. Sie brachte seinen männlichen Herrschaftsanspruch ins Wanken, und genau das beeindruckte Faber: „Hanna brauchte mich nicht.“ Ihre Selbständigkeit, ihr Erfolg erstreckte sich auch auf ihren Beruf, eine nach Fabers Weltbild männliche Domäne, ohne dass sie, wie er erstaunt feststellt, dadurch „unfraulich“ geworden sei, so dass er sich zum Bekenntnis durchringt: „Ich bewundere sie.“ Dabei bleibt Fabers Bewunderung bis zum Schluss unverständig. Hanna ist für ihn eine Mischung aus Vertrautheit und Fremdheit, wobei gerade ihre Widersprüche Hanna für ihn interessant machen.
Psychoanalytische Interpretationen deuten Fabers Fixierung auf Hanna auch als seine Sehnsucht nach der Rückkehr zur Mutter. So zeichneten sich die weiblichen Figuren des Romans durch drei Eigenschaften aus: mütterliche Fürsorge, Dominanz (beides beispielsweise verkörpert durch die „dicke Negerin“ in der Flughafentoilette) sowie eine Distanz, die Fabers Zudringlichkeit hervorrufe: ein Motiv, das sich zuerst bei der Stewardess zeige und sich später in der als Zudringlichkeit empfundenen Annäherung des nackten Faber an Sabeth am Strand wie an Hanna in deren Wohnung wiederhole. Nach Sabeths Unfall zeichne sich Fabers Entwicklung durch Regression in eine ödipale Phase aus: Erst lasse er seine Uhr und damit seine zeitliche Orientierung zurück, in der Stadt verliere er seine räumliche Orientierung, und ohne Beherrschung der Sprache komme er sich „wie ein Analphabet vor, völlig verloren“. In Sabeths Zimmer nehme er das letzte Stadium einer pränatalen Regression ein: „ich saß […] vornüber gekrümmt […] wie ein Fötus“.

#### Mythos

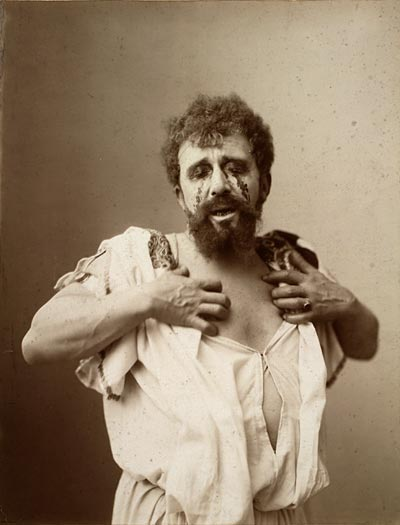
Der niederländische Schauspieler Louis Bouwmeester als geblendeter König Ödipus in Sophokles’ Drama (Aufnahme von Albert Greiner sen. & jun., ca. 1896)

Die gemeinsame Reise von Faber und Sabeth führt nicht zufällig nach Griechenland. Im Roman sind immer wieder Bezüge auf die griechische Mythologie ausgelegt. Insbesondere wird Fabers Inzest mit seiner Tochter von Anspielungen auf Ödipus begleitet, der ohne Wissen seinen Vater tötete, seine Mutter ehelichte und sich nach Erkenntnis seiner Taten die Augen ausstach. Das Motiv der Blindheit zieht sich durch den Roman, am stärksten ist der Verweis in Fabers Zugfahrt von Düsseldorf nach Zürich: „Ich sitze im Speisewagen und denke: Warum nicht diese zwei Gabeln nehmen, sie aufrichten in meinen Fäusten und mein Gesicht fallen lassen, um die Augen loszuwerden?“ Daneben erinnert Fabers Befürchtung, Hanna könne während seines Bades „ohne weiteres eintreten, um mich von rückwärts mit einer Axt zu erschlagen“, an den Tod Agamemnons durch die Hand Klytämnestras. Die Erwähnung Daphnis rückt die Liebesgeschichte von Faber und Sabeth in die Nähe des Mythos von Apollon und Daphne. Die mehrfache Fahrt durch Eleusis weckt Anklänge an die Mysterien von Eleusis, in dessen Mythos Faber die Rolle des Hades, Hanna jene Demeters und Sabeth die Rolle der Kore übernimmt. Alle in den Roman eingeflochtenen Mythen thematisieren die Unterdrückung und Gegenwehr der Frau, die in Fabers Weltbild an den Rand gedrängt wird, zum „Anderen“ hinabsinkt.
Auch mythologische Zeichen des Todes verfolgen Fabers Reise. Im Museo Nazionale Romano bilden die Kunstwerke Geburt der Venus auf dem Thron Ludovisi und der Kopf einer schlafenden Erinnye, die so genannte Medusa Ludovisi, das Gegensatzpaar zwischen Leben und Tod. Wenn Sabeth sich der Liebesgöttin annähert, entsteht auf der Rachegöttin Erinnye ein Schatten, der sie wild aussehen lässt – eine Vorausdeutung auf das tödliche Ende der Liebesbeziehung zwischen Sabeth und Faber. Die Erinnyen, in der Antike oft mit einem Hundekopf dargestellt, verfolgen Faber bereits seit langem. Schon seine erste Geliebte, die Frau seines Lehrers, wirkte im Sexualakt wie eine Hündin. In Akrokorinth verfolgen Sabeth und ihn die bellenden Hunde. Als Faber den Kopf von Sabeth und Hanna in den Händen hält, „wie man beispielsweise den Kopf eines Hundes hält“, gelingt ihm die Wiedererweckung der Statue aus dem Museum: Sabeth hält die Augen geschlossen wie die schlafende Erinnye, Hannas Ausdruck ist wild, wie jener der erwachenden Rachegöttin. Zum letzten Todesboten aus der Antike wird für Faber seine Schreibmaschine, die Hermes Baby, in deren Name bereits der Gott Hermes anklingt, der Faber am Ende auf seinem Weg in die Totenwelt geleitet.

#### Tragödie und Schuld
Trotz der Anklänge an die antike griechische Tragödie sehen Mona und Gerhard P. Knapp in Homo faber keine Schicksalstragödie im klassischen Sinn, in Faber keinen modernen Ödipus. Während dieser nach Aufdeckung der Umstände sofort seine Schuld erkennt, eine Schuld, für die es nach antiken Maßstäben keine Rolle spielt, ob er seine Taten wissend oder unwissend begangen hat, weiß Faber bis zuletzt nicht, worin seine Schuld besteht. Wiederholt setzt er in seinen Aussagen den Inzest und den Tod seiner Tochter gleich, beteuert aber seine Unschuld. Zwar wird Fabers ungenaue Unfallschilderung, die das Augenmerk auf den Schlangenbiss, nicht auf den Sturz und die Kopfverletzung legt, letztlich zur Ursache für den Tod seiner Tochter. Doch hat er genau in diesem Moment erstmals unmittelbar betroffen und ohne die Maske des Technikers reagiert, und genau dort hat ihn die Gabe der exakten Beobachtung verlassen. Faber wird gewissermaßen schuldlos schuldig. Er wird zum Instrument einer Verkettung von schicksalshaften Zufällen, deren Ursache weit in die Vergangenheit reicht: dem Scheitern der Beziehung zu Hanna.
Eine andere Schuld lernt Faber am Ende zu akzeptieren: sein Leugnen des Todes. Hanna macht ihm am Ende bewusst, dass ohne Verhältnis zum Tod kein Verhältnis zur Zeit entstehen kann. „Mein Irrtum mit Sabeth: Repetition, ich habe mich so verhalten, als gebe es kein Alter, daher widernatürlich. Wir können nicht das Alter aufheben, indem wir weiter addieren, indem wir unsere eigenen Kinder heiraten.“ In seinem Egoismus hatte Faber ein unwandelbares Bild von sich selbst erschaffen, das keinen Reifungsprozess zuließ und ihn vor Beziehungen zu anderen Menschen abschirmte. Keine klassisch moralisch-ethische Schuld ist ihm anzulasten, sondern die Verfehlung seines Lebens. Am Ende des Romans verkehrt sich der Aufbau eines klassischen Bildungsromans in sein Gegenteil: Während dort Schuld und Reue zu einer Reifung des Protagonisten führen, wird zwar auch Faber als moderner Mensch schuldig an sich und anderen, doch fehlt der objektive Maßstab für ein Urteil. So steht am Ende auch nicht die Vollendung der Persönlichkeit, sondern der Tod als einzige objektive Gewissheit des Lebens.

#### Fabers Wandlung: „Mein Entschluß, anders zu leben“
Die Frage, ob Faber am Ende sein Bewusstsein und seine Lebensweise wandelt, ob er sich aus seiner entfremdeten, technikfixierten Weltsicht lösen und einem direkten, unvermittelten Erleben zuwenden kann, ist in den Untersuchungen des Romans stark umstritten. Zumeist wird sie von den verschiedenen Interpreten eindeutig bejaht oder verneint und spielt eine zentrale Rolle in den resultierenden Deutungen. So nahm Faber für Jürgen H. Petersen „von der Denkart des Homo faber, des Menschen als eines technischen Wesens, prinzipiell Abschied; und indem er seine Hoffnung und Sehnsucht nur noch auf das bloße ‚natürliche‘ Dasein richtet, gibt er sein früheres Leben am Ende als uneigentliches Existieren preis“. Demgegenüber entschied Joachim Kaiser: „Der homo faber scheitert und lernt kaum etwas zu; denn selbst nach der Peripetie an die Stelle bloßer Angst um das Leben der geliebten, todkranken Tochter tritt die läppische Erwägung prozentualer Wahrscheinlichkeit.“

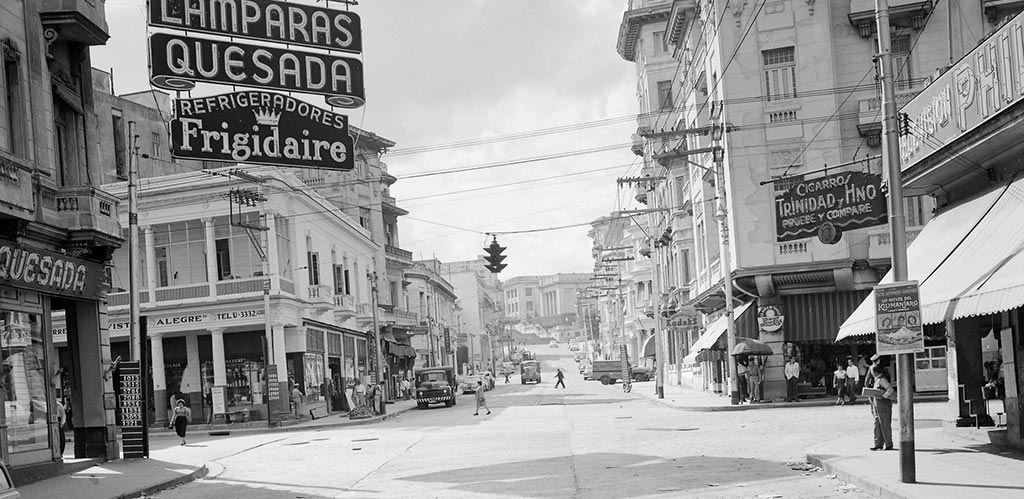
In Havanna, hier eine Straßenszene um 1955, versucht Faber sein Leben zu wandeln

Als Gradmesser für Fabers gewandeltes Leben wird in vielen Interpretationen sein Kuba-Aufenthalt gewertet. Für Manfred Jurgensen ermöglichte der Aufenthalt in Havanna Faber die Teilhabe an einem bisher für unmöglich gehaltenen Leben. Er identifiziere sich mit anderen Menschen, nehme an deren Lebensfreude teil, was in der Szene mit dem kleinen Schuhputzer während eines Gewitters gipfele: „Mein Entschluß, anders zu leben – Licht der Blitze; nachher ist man wie blind, einen Augenblick lang hat man gesehen.“ Nach Jurgensen erlebe Faber in Kuba „die freudige Bejahung des Lebens“, „eine Wiedergeburt des Ichs“. Demgegenüber wertete Walter Schmitz: „Faber wandelt sich nicht; er bleibt an die Vergangenheit fixiert. Auch sein Aufenthalt in Cuba bringt ihm keinen neuen Anfang, denn die Bindung an das Vergangene verkehrt sich dort nur ins Negative.“ Faber sage sich zwar von seiner Weltanschauung los, doch gelinge ihm weiterhin kein Kontakt zum wirklichen Leben. Seine Wahrnehmung bleibe so klischeehaft wie zuvor.
Auch Fabers späte lebenszugewandte Äußerungen – „Ich preise das Leben!“ – „Ich hänge an diesem Leben wie noch nie“ – „standhalten dem Licht, der Freude […], im Wissen, daß ich erlösche, […] standhalten der Zeit“ – werden von Interpreten abweichend beurteilt. Jürgen H. Petersen sah in den Chiffren „Freude“, „Licht“, „Ewigkeit im Augenblick“, „daß Fabers Kult des Berechnens dem Erleben von Welt gewichen ist und daß er sich in dieser Hingabe an das erlebbare Dasein selbst findet“. Andere Stimmen erkannten in Fabers Worten keinen Gewandelten, sondern die Angst eines Todgeweihten. So urteilte Erich Franzen über Fabers späte Sehnsucht nach Heirat: „[D]ieser Wortpanzer aus kosmetischen Adjektiven […] hindert ihn an der Erkenntnis, daß er ein für allemal die Möglichkeit verloren hat, sein Ich durch die Hingabe an ein anderes Ich zu finden.“ Mona und Gerhard P. Knapp zogen das Fazit, dass in Fabers Wandlung oder Nicht-Wandlung die Vieldeutigkeit des Romans zutage trete, eine Ambivalenz, die sich einer eindeutigen Interpretation verschließe. Zwar bröckele Fabers selbstgewählte Pose im Verlauf des Romans, werde sein Selbstverständnis angegriffen, öffne sich Faber für neue Eindrücke und Erkenntnisse, doch wandele sich seine Persönlichkeit nicht in ihr Gegenteil. Fabers Entschluss, anders zu leben, werde an anderer Stelle wieder aufgehoben durch den Wunsch, nie gewesen zu sein. Im Gegensatz zum klassischen Bildungsroman reife Faber nicht zu einer abgerundeten Persönlichkeit, sondern bleibe ambivalent, in sich widersprüchlich.

## Hintergrund

### Autobiografischer Bezug
Teile des Romans Homo faber gehen zurück auf Max Frischs eigene Lebensgeschichte. In seiner autobiografischen Erzählung Montauk berichtete Frisch: „Die jüdische Braut aus Berlin (zur Hitler-Zeit) heißt nicht hanna, sonder[n] Käte, und sie gleichen sich überhaupt nicht, das Mädchen in meiner Lebensgeschichte und die Figur in einem Roman, den er geschrieben hat. Gemeinsam haben sie nur die historische Situation und in dieser Situation einen jungen Mann, der später über sein Verhalten nicht ins klare kommt; der Rest ist Kunst, Kunst der Diskretion sich selbst gegenüber…“
1934 hatte Frisch während seines Germanistikstudiums in Zürich die 20-jährige Käte Rubensohn kennengelernt. Ihr Onkel Ludwig Borchardt hatte der Tochter einer bürgerlich-intellektuellen Familie jüdischer Abstammung, der in Deutschland zur Zeit des Nationalsozialismus die Universitäten versperrt blieben, das Studium in Zürich ermöglicht, doch bis zur endgültigen Emigration ihrer Eltern 1939 lebte Käte weiterhin zeitweise in Berlin. Frisch nannte die knapp vier gemeinsamen Jahre in Montauk „Jugendliebe unter einem Überdruck von Gewissen […], während in Nürnberg die Rassengesetze verkündet werden“. Kätes Kinderwunsch habe ihn erschreckt, er fühlte sich noch unfertig, schließlich sei es zu Heiratsabsichten gekommen: „Dann bin ich bereit zu heiraten, damit sie in der Schweiz bleiben kann, und wir gehen ins Stadthaus Zürich, Zivilstandesamt, aber sie merkt es: das ist nicht Liebe, die Kinder will, und das lehnt sie ab, nein, das nicht. […] Sie sagt es: du bist bereit mich zu heiraten, nur weil ich jüdin bin, nicht aus liebe. Ich sage: Wir heiraten, ja, heiraten wir. Sie sagt: Nein.“ Im Herbst 1937 trennten sich Max Frisch und Käte Rubensohn. Sie kommentierte, sie habe 1936 nicht aus Mitleid geheiratet werden wollen, nachdem ihr Frisch zuvor in einem Brief dargelegt hatte, er glaube nicht an den Plan einer dauerhaften ehelichen Bindung, mit der die Menschen „die Welt und ihr unsagbares Vorhaben, das wir Schicksal heißen, einfach durchstreichen wollen…“.

### Entstehungsgeschichte
Die Jahre 1954/1955 markierten einen Einschnitt in Max Frischs Leben. Nachdem er zuvor lange Jahre die Arbeit als Schriftsteller mit dem Beruf des Architekten vereinbaren musste, ermöglichte Frisch der Erfolg des 1954 erschienenen Romans Stiller die Aufgabe seines Architekturbüros und die Konzentration auf die Literatur. Er trennte sich von Gertrud Frisch-von Meyenburg, mit der er seit 1942 verheiratet war, und den drei gemeinsamen Kindern und zog in ein Bauernhaus in Männedorf. Ende 1955 begann er seine Arbeit am Homo faber.

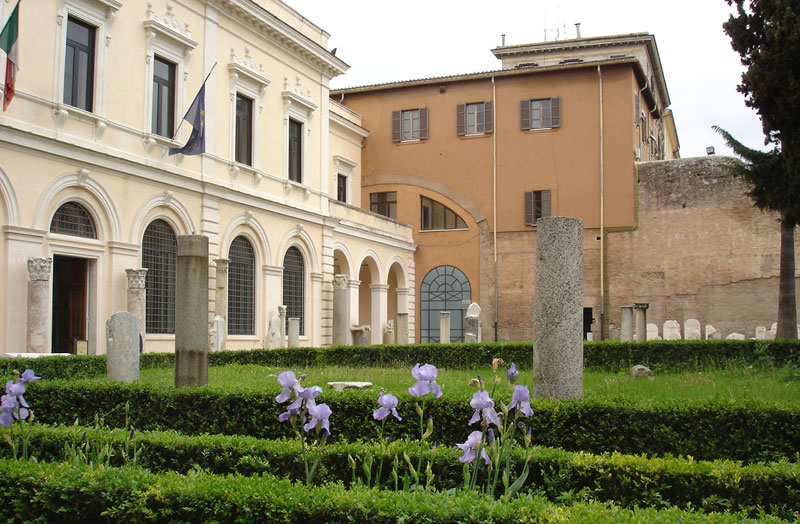
Wie später sein Protagonist besuchte Max Frisch zur Entstehungszeit des Romans das Museo Nazionale Romano

In die Entstehungsgeschichte des Romans fallen mehrere große Reisen Frischs. Im Juni/Juli 1956 hielt er in Aspen, Colorado, auf Einladung der International Design Conference einen Vortrag zum Thema Städtebau. Die Anreise nutzte er zu einer Fahrt durch Italien, wo er unter anderem das Museo Nazionale Romano in Rom besuchte. Von Neapel fuhr er per Schiff nach New York. Nach seinem Vortrag führte ihn die Reise weiter nach San Francisco, Los Angeles und Mexiko-Stadt, auf die Halbinsel Yucatán und nach Havanna. Im April und Mai des Folgejahres reiste er durch Griechenland. Frischs Reisen zur Entstehung des Romans finden sich weitgehend in den Orten wieder, die Walter Faber später im Roman aufsucht.
Die erste Version von Homo faber wies in ihrem Aufbau Parallelen zum Vorgängerroman Stiller auf. So war ursprünglich der ganze Roman aus der Warte des Krankenhausaufenthalts Fabers berichtet, ähnlich zum Gefängnisaufenthalt Stillers. Der Ablauf der Handlung folgte stärker einer chronologischen Ordnung. Frisch schrieb diese Version ohne größere Nebentätigkeiten ab dem Juni 1956 nieder, bevor er sie am 23. Februar 1957 seinem Verleger Peter Suhrkamp schickte. Am 21. April zog er das Manuskript wieder zurück. Drei Tage später folgte eine Kompositionsskizze, in der das vorliegende Material komplett neu geordnet wurde. Hier führte Frisch erstmals die zwei Stationen ein, die den späteren Roman gliedern. Die erste Station führte nun stärker in Form eines Berichts auf den Tod Sabeths hin, ohne dass die Handlung vom kommentierenden Faber aus dem Athener Krankenhaus begleitet wurde. Die Handlungselemente ordneten sich weniger nach Chronologie als nach Assoziationsfolgen.
In den zwei Monaten, die seiner Griechenlandreise folgten, stellte Frisch den neu geordneten Roman fertig. Am 20. Juni verkündete er in einem Brief an Peter Suhrkamp das Ende der Arbeiten. Letzte Korrekturen wurden noch bis zum 12. August vorgenommen. Erste Vorabdrucke publizierten die Neue Zürcher Zeitung und Alfred Anderschs Zeitschrift Texte und Zeichen. Die Buchausgabe erschien im Oktober 1957 im Suhrkamp Verlag. Im Unterschied zu vielen anderen Werken, die Frisch wiederholt überarbeitete, ließ er den Text von Homo faber lange Jahre unverändert. Erst im Jahr 1977 korrigierte er die in sich widersprüchlichen Daten der Erstausgabe.

### Stellung in Frischs Gesamtwerk

Max Frisch (1955)

In Homo faber griff Frisch zahlreiche Zentralthemen seines Gesamtwerks auf, so etwa die Problematik der Rolle, die ein Mensch spielt, und des Bildes, das seine Mitwelt sich von ihm macht, die existenzielle Entscheidung zur eigenen Identität oder den Komplex Zufall und Vorherbestimmung durch die Persönlichkeit. Auch die Amerikaerfahrung Frischs, das Thema der gescheiterten Partnerschaft und Ehe oder die Frage der Technikgläubigkeit ziehen sich als Motive durch sein gesamtes Werk. Im selben Jahr wie Homo faber erschien auch Frischs Die Schwierigen oder J’adore ce qui me brûle, eine bearbeitete Zusammenfassung seiner beiden Romanerstlinge Jürg Reinhart. Eine sommerliche Schicksalsfahrt und J’adore ce qui me brûle oder Die Schwierigen. Hier tritt mit Hinkelmann, dem Ehemann der weiblichen Hauptfigur Yvonne, bereits ein Vorläufer Walter Fabers auf: Als Archäologe ein gelehrter Wissenschaftler, erweist sich Hinkelmann im Privatleben als kalt und emotionslos. Seine lieblose Reaktion auf Yvonnes Schwangerschaft erinnert an die spätere Ablehnung Walter Fabers.
Der Werkskomplex Rip van Winkle, Stiller und Don Juan oder Die Liebe zur Geometrie aus den frühen 1950er-Jahren verarbeitete sowohl Frischs Amerikaerfahrungen aus den Jahren 1951 und 1952 als auch die Bildnisproblematik, die Frisch erstmals im Tagebuch 1946–1949 formuliert hatte: „Du sollst dir kein Bildnis machen, heißt es, von Gott. Es dürfte auch in diesem Sinne gelten: Gott als das Lebendige in jedem Menschen, das, was nicht erfaßbar ist. Es ist eine Versündigung, die wir, so wie sie an uns begangen wird, fast ohne Unterlaß wieder begehen – Ausgenommen wenn wir lieben.“ Im Theaterstück des Don Juan erweist sich dieser als ebenso in seiner traditionellen Rolle gefangen wie später Walter Faber. Frischs Don Juan sind Frauen ein Gräuel, er flüchtet in die reine Klarheit der Geometrie. Dabei erinnert er gleichermaßen an die Technikverehrung Fabers wie an dessen abschätzige Äußerungen über Ivy.
Eine besondere Beziehung besteht zwischen Homo faber und seinem Vorgängerroman Stiller. So wird in beiden Romanen eine gescheiterte Beziehung zum Auslöser der Handlung, leidet Faber wie Stiller an seiner ungenügenden Rolle als Mann, aus der er sich nicht befreien kann, hat eine problematische Beziehung zu Frauen und flieht in die Verdrängung. Gleichzeitig bildet Homo faber auch einen Gegensatz zum Vorgänger. Während Stiller versucht, sich aus den Fesseln der Bildnisse seiner Umwelt zu befreien und als „White“ er selbst zu sein, nimmt Faber das Bildnis des Technikers an und richtet sein Leben daran aus. Während Stiller seine Identität bloß in der Verneinung seiner Rolle findet, sucht Faber sie in deren Bejahung. Beide entwickeln hierbei keine eigene Identität und drängen ihre Geliebten in starre Rollenmuster. In beiden Fällen nimmt die Liebe einen tödlichen Ausgang, ohne dass den Protagonisten das wahre Leben gelingt. Hans Mayer war einer der ersten, der auf den Gegensatz der beiden Romane aufmerksam machte: „Es sind Komplementärromane. Das gleiche zivilisatorische Thema dergestalt behandelt, daß jeder dieser beiden Romane als Gegenstück, Ergänzung, vor allem aber auch als geheime Widerlegung des anderen betrachtet werden kann.“
Auch in späteren Werken griff Frisch auf Motive aus Homo faber zurück. So nimmt Andri aus Andorra wie Faber eine fremde, ihm von der Umwelt zugewiesene, doch ihm nicht gemäße Identität an. Auch das Thema der verleugneten Vaterschaft mit tödlichem Ausgang findet sich in diesem Drama wieder. In Biografie: Ein Spiel brachte Frisch die Frage nach dem Zufall und dem Schicksal auf die Bühne. Wie Faber begreift Kürmann sein Leben als eine Kette von Zufällen, seine Biografie als jederzeit veränderbar, und muss beim Wiederholen seines Lebens feststellen, dass er stets dieselben Entscheidungen trifft, dass er sein Leben, das durch seine Persönlichkeit bestimmt war, nicht wesentlich abzuändern vermag. Wie Faber bleibt Kürmann am Ende des Theaterstücks nur eine einzige Wahl: die Annahme des Todes.

## Rezeption

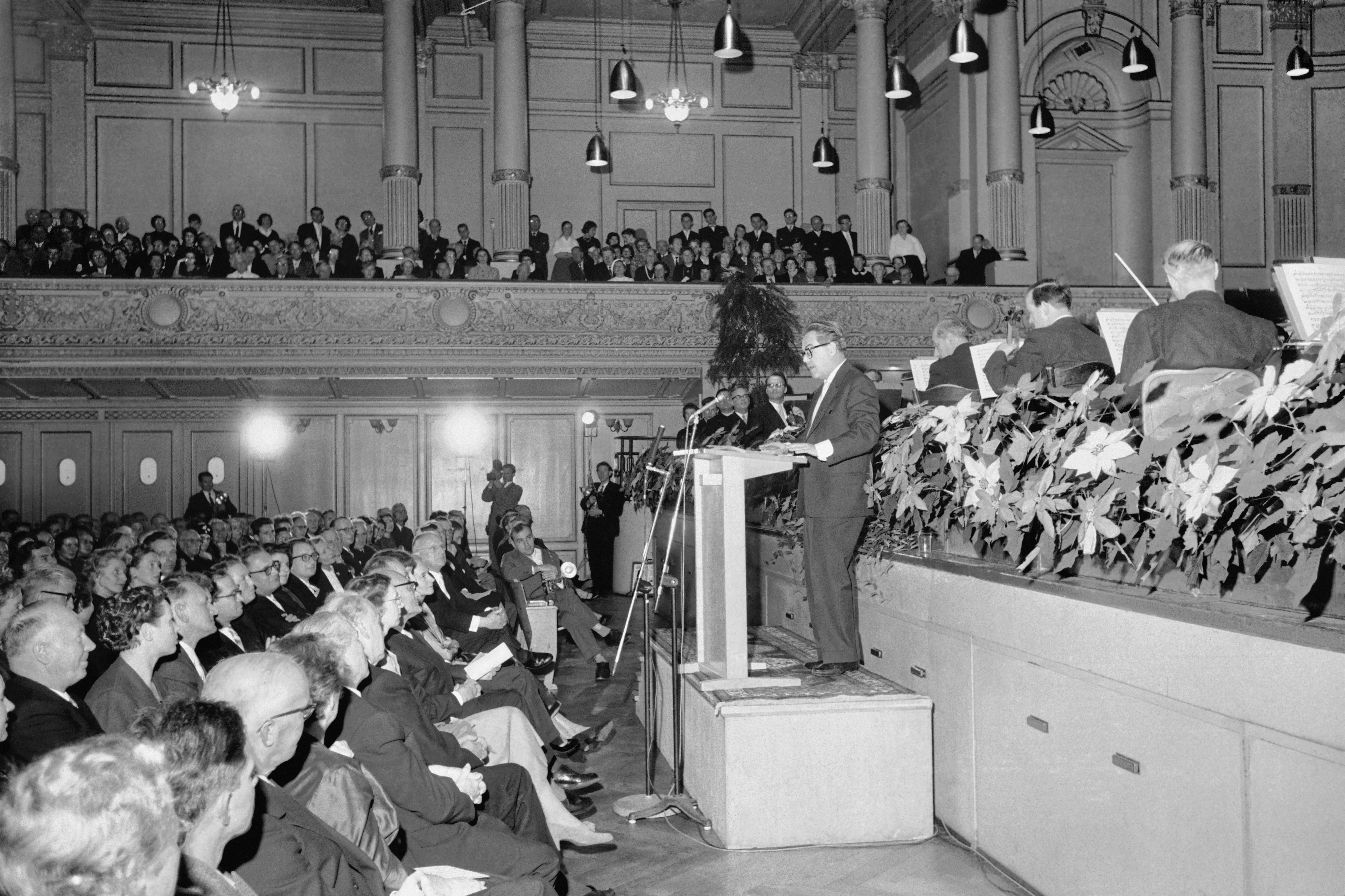
Frisch 1958 bei der Verleihung des Literaturpreises der Stadt Zürich

Homo faber wurde am 30. September 1957 in einer Auflage von 8779 Exemplaren an die Buchhandlungen ausgeliefert. Der Roman belegte auf Anhieb vordere Plätze in Bestsellerlisten deutschsprachiger Zeitungen. Bereits am 3. Oktober wurde eine zweite Auflage mit 5870 Büchern nachgelegt, noch vor Weihnachten folgten weitere 5000 Exemplare, und im Juli 1958 hatte die Auflage 23.000 Stück erreicht. Mit Herausgabe des Homo faber in der Bibliothek Suhrkamp 1962 wurden bald die 100.000 Exemplare überschritten. 1977 waren von dieser Auflage bereits 450.000 Stück verkauft, die nun aufgelegte Taschenbuchausgabe des Suhrkamp Verlags trieb die Gesamtauflage 1982 auf über eine Million. Bis zum Jahr 1998 war die deutschsprachige Gesamtauflage auf vier Millionen angestiegen. Übersetzungen des Romans lagen in 25 Sprachen vor.
Reinhold Viehoff teilte die Rezeptionsgeschichte von Homo faber in vier Phasen ein. Die erste Phase markierte die Aufnahme in der zeitgenössischen Literaturkritik von Oktober 1957 bis März 1958. Fünf Jahre nach der Erstausgabe setzte durch Veröffentlichungen von Zeitschriftenaufsätzen und Monographien über den Homo faber in einer zweiten Phase die Kanonisierung des Romans ein, der nun allgemein als moderner Klassiker gewertet wurde. Mit der Herausgabe der Gesammelten Werke Frischs 1976 entstand eine dritte Phase des Interesses am Roman. Er wurde jetzt vor allem in seinem Werkskontext begriffen und inmitten Stiller und Mein Name sei Gantenbein als Teil einer Trilogie der zentralen Romane Frischs eingeordnet. Die vierte Phase der Rezeption, durch die Taschenbuchausgabe des Romans begünstigt, etablierte den Homo faber schließlich als Schullektüre. In der Folge erschienen zahlreiche didaktische Aufbereitungen, Materialiensammlungen und Lektürehilfen für Lehrer und Schüler.
Die über 100 zeitgenössischen Rezensionen des Romans mit Namensnennung stammten zu drei Vierteln aus der Bundesrepublik Deutschland, 20 kamen aus der Schweiz, sechs aus Österreich und eine aus der DDR. Sie gelangten zu zwei Dritteln zu einem positiven Urteil. So nannte Erich Franzen den Roman „eine Meisterleistung“, Beda Allemann „nicht nur das geschlossenste, sondern auch das beunruhigendste Werk Frischs“. Otto Basler sprach von „seinem besten Erzählwerk bis heute“, und für Georg Hensel war Frisch mit dem Homo faber „nicht nur sein Meisterwerk gelungen – es ist ein Meisterwerk von internationalem Rang“. Dennoch waren die 23 negativen Kritiken eine relativ hohe Anzahl im Vergleich zur üblichen Aufnahme der Literaturkritik. Nach Viehoffs Untersuchung der ablehnenden Urteile basierten diese besonders häufig auf politisch-zeitgeschichtlichen oder religiösen Wertungen. So sah etwa Konrad Farner „Max Frisch mit seinem ‚homo faber‘ inmitten der langen Reihe derer, die das Menschenwerk bloß noch in Frage zu stellen vermögen“, andere Kritiken bemängelten Fabers Bejahung des Schwangerschaftsabbruchs. Weniger weltanschaulich als künstlerisch geprägt war dagegen der Einwand von Walter Jens, nach dem der Roman im Schatten seines Vorgängers Stiller blieb: „In Wahrheit ist ‚homo faber‘ nicht mehr als eine Arabeske zum großen Roman von 1954 – das Ausgeführte wird übertragen, das Gemälde noch einmal skizziert… nicht immer ganz glücklich, leider.“

## Verfilmungen und Dramatisierungen

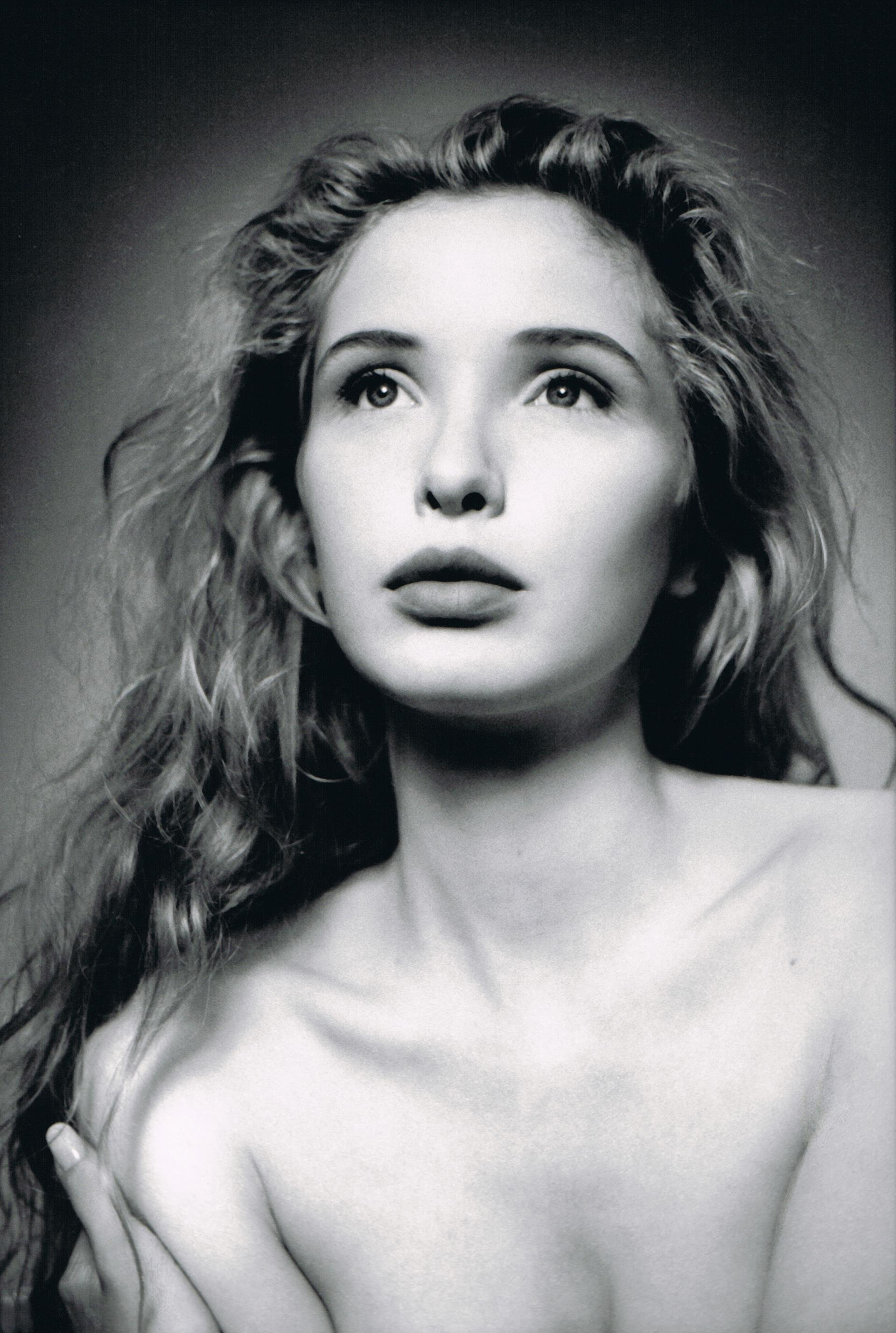
Julie Delpy (1991), die Sabeth der Verfilmung

1991 kam Volker Schlöndorffs Verfilmung unter dem Titel Homo Faber in die Kinos. Die Rollen Fabers, Sabeths und Hannas spielten Sam Shepard, Julie Delpy und Barbara Sukowa. Der Film blieb in seinen Dialogen nahe an der Vorlage, nahm aber in Details Änderungen zum Roman vor. So wurde aus Faber ein Amerikaner, der nicht länger todkrank war. Die Handlung fokussierte sich auf die Begegnung zwischen Faber und Sabeth. Max Frisch, der kurz nach der Premiere des Films starb, nahm in den Monaten zuvor noch regen Anteil an der Verfilmung. Der Film wurde von der Kritik überwiegend abgelehnt, da er die Komplexität der Vorlage „auf eine einigermaßen banale Liebesgeschichte reduziere“. Im Jahr 2014 verfilmte Richard Dindo den Roman erneut in einer Mischung aus Dokumentar- und Spielfilm unter dem Titel Homo Faber (drei Frauen).
Mehrfach wurde der Roman für die Bühne adaptiert. Stefan Pucher inszenierte Homo faber am Schauspielhaus Zürich 2004 in einer musikalischen Revue mit gleich sechsfacher Hauptfigur. 2006 brachten Claudia Lowin und Christian Schlüter Homo faber am Bielefelder Theaterlabor auf die Bühne, Lars Helmer an der Burghofbühne Dinslaken. Volkmar Kamm spaltete in seiner Inszenierung am Alten Schauspielhaus Stuttgart von 2007 den Protagonisten in einen Berichtenden und einen Erlebenden, „Homo“ und „Faber“ auf. Armin Petras inszenierte 2008 sein Stück Ödipus auf Cuba frei nach den Motiven Frischs am Berliner Maxim-Gorki-Theater. Sein Faber, der am Ende auf Kuba strandet, wird zum Sinnbild der Kolonisation. Die Hörspielbearbeitung Heinz Sommers für den Hessischen Rundfunk aus dem Jahr 2018 fügt der subjektiven Perspektive Fabers einen auktorialen Erzähler hinzu.

### Ausgaben
- Max Frisch: Homo faber. Suhrkamp, Frankfurt am Main 1957 (Erstausgabe).
- Max Frisch: Homo faber. Suhrkamp, Frankfurt am Main 1977 (= suhrkamp taschenbuch. Band 354), ISBN 3-518-36854-0 (auf diese Ausgabe beziehen sich die angegebenen Seitenzahlen).
- Max Frisch: Homo faber. Mit einem Kommentar von Walter Schmitz (= Suhrkamp BasisBibliothek Band 3). Suhrkamp, Frankfurt am Main 1998, ISBN 3-518-18803-8.
- Max Frisch: Homo faber. Ein Bericht. Mit Zeichnungen von Felix Scheinberger. Büchergilde Gutenberg, Frankfurt am Main 2011, ISBN 978-3-7632-6379-0 (Abbildungen).

### Hörbuch
- Homo faber. Ein Bericht. Ungekürzte Lesung. Gelesen von Felix von Manteuffel. [Regie: Andreas Weber-Schäfer; 7 Audio-CDs, Laufzeit 450 Minuten]. Der Hörverlag, München 2001, ISBN 3-86717-294-3 (Hörprobe [Anfang, 2:06 Minuten])
- Homo faber. Hörspiel von Heinz Sommer unter der Regie von Leonhard Koppelmann. Mit Matthias Brandt, Eva Mattes, Paula Beer, Ueli Jäggi, Valery Tscheplanowa u. a. Laufzeit: 7h 11min. Der Hörverlag, München 2018. ISBN 978-3-8445-2976-0

### Kurze Orientierungen
- Klaus Haberkamm, Svenja Kroh: Homo faber. In: Heinz Ludwig Arnold (Hrsg.): Kindlers Literatur Lexikon. 3., völlig neu bearbeitete Auflage. 18 Bde. Metzler, Stuttgart 2009, ISBN 978-3-476-04000-8, Bd. 5, S. 753 f.
- Hildegard Hain: Max Frisch Homo faber. Inhalt, Hintergrund, Interpretation. Mentor, München 2010 [Erstausgabe 1995], ISBN 978-3-580-65804-5.

### Sekundärliteratur
- Hans Geulen: Max Frischs „Homo faber“. Studien und Interpretationen. De Gruyter, Berlin 1965.
- Manfred Jurgensen (Hrsg.): Materialien. Max Frisch: „Homo faber“. Klett, Stuttgart 1999, ISBN 3-12-357800-3.
- Mona Knapp, Gerhard P. Knapp: Max Frisch: Homo faber. Grundlagen und Gedanken Diesterweg, Frankfurt am Main 1987, ISBN 3-425-06043-0.
- Manfred Leber: Vom modernen Roman zur antiken Tragödie. Interpretation von Max Frischs „Homo faber“. De Gruyter, Berlin 1990, ISBN 3-11-012240-5.
- Melanie Rohner: Farbbekenntnisse. Postkoloniale Perspektiven auf Max Frischs „Stiller“ und „Homo faber“. Aisthesis, Bielefeld 2015, ISBN 978-3-8498-1063-4.
- Klaus Müller-Salget: Erläuterungen und Dokumente Max Frisch Homo faber (= RUB. Nr. 16064). Überarbeitete und erweiterte Neuausgabe. Reclam, Stuttgart 2008 [Erstausgabe 1987], ISBN 978-3-15-016064-0.
- Walter Schmitz (Hrsg.): Frischs Homo Faber. Suhrkamp, Frankfurt am Main 1983, ISBN 3-518-38528-3.
- Walter Schmitz: Max Frisch: „Homo faber“. Materialien, Kommentar. Hanser, München 1984, ISBN 3-446-13701-7.

### Lektürehilfen
- Gerhard Altmann, Angela Müller: Max Frisch: Homo faber. Materialien und Arbeitsanregungen. Schroedel, Braunschweig 2011, ISBN 978-3-507-47805-3.
- Manfred Eisenbeis: Lektürehilfen. Max Frisch: „Homo faber“. 15. Auflage. Klett, Stuttgart 2003, ISBN 3-12-922306-1 (Erstausgabe 1987; erweiterte Ausgabe 2010, ISBN 978-3-12-923061-9).
- Claus Gigl: Max Frisch: Homo faber. 1. Auflage. Schöningh, Paderborn 2011, ISBN 978-3-14-022522-9.
- Sybille Heidenreich: Max Frisch: Homo Faber. Analysen und Reflexionen. Beyer, Hollfeld 2008, ISBN 978-3-88805-392-4.
- Juliane Lachner: Interpretationshilfe Deutsch: Max Frisch: Homo faber. Stark, Freising 2009, ISBN 978-3-89449-441-4.
- Bernd Matzkowski: Max Frisch: Homo faber. (= Königs Erläuterungen: Textanalyse und Interpretation. Bd. 148). C. Bange Verlag, Hollfeld 2011, ISBN 978-3-8044-1902-5.
- Reinhard Meurer: Max Frisch, „Homo faber“: Interpretation. 3. Auflage. Oldenbourg, München 2002, ISBN 3-486-88610-X.
- Theodor Pelster: Lektüreschlüssel für Schüler Max Frisch Homo faber (= RUB. Nr. 15334). Reclam, Stuttgart 2001 u. ö., ISBN 3-15-015303-4.